# ثقافة نقادة
ثقافة نقادة هي ثقافة أثرية لمصر ما قبل العصر الحجري النحاسي (حوالي 4000-3000 قبل الميلاد)، سميت على اسم مدينة نقادة، محافظة قنا. ومع ذلك، فإن دراسة تأريخ الكربون الراديوية لجامعة أكسفورد عام 2013 في عصر ما قبل الأسرات تشير إلى أن تاريخًا متأخرًا جدًا يبدأ في وقت ما بين 3800 و3700 قبل الميلاد.
تطورت ثقافة نقادة (3800-3150 قبل الميلاد) على مدى 650 عامًا، خلال عصر ما قبل الأسرات المصرية، في كشف موقع نقادة الأثري من العصر الحجري النحاسي عن ثقافة امتدت حوالي 650 عامًا، ولكن هذه الثقافة امتدت أيضًا إلى مواقع أخرى في المنطقة في هذا الوقت. وقد سبقتها، في شمال مصر الوسطى، ثقافات دير تاسا وبداري (حوالي 5000 - حوالي 4000). تنقسم ثقافة نقادة إلى ثلاث فترات، نقادة الأولى (3900-3500)، نقادة الثانية (3500-3300)، نقادة الثالثة (3300-3150). كلهم ينتمون إلى - قبل الأسرة الأولى. المرحلة الأخيرة، نقادة الثالثة، تسمى أيضًا «الفترة البدائية»: وهي أحدث فترة من عصور ما قبل التاريخ المصرية، والتي شهدت ظهور أول «الملوك»، وربما رؤساء الثينيت البسيطون، والتي يسميها علماء المصريات الأسرة المصرية الصفرية. ومن ثم فإن ثقافة نقادة تتبعها الأسرة المصرية الأولى (3150-2850)، والتي فتحت العصر الثيني (عاصمة ثينيس) في مصر القديمة.
المرحلة الأخيرة من ثقافة نقادة هي نقادة الثالثة، وهي متطابقة مع العصر البرونزي المبكر (العصر البرونزي المبكر، حوالي 3200-3000 قبل الميلاد) في مصر القديمة.
ثقافة نقادة معاصرة جزئيًا مع ثقافات أخرى من العصر الحجري الحديث، وثقافات الفيوم والدلتا (5400-3400 و5000-4400) - في واحة الفيوم، المجتمعات الزراعية الأولى، مع مخازن الحبوب - الدفن حوالي 5200، تربية وصيد.

## أسلاف
وادي النيل، نفسه، لا يلتقي إلا بالقليل جدًا من التواجد البشري الذي شهد ما بين 11000 و5000، في هذا الوقت من الصحراء الخضراء، إن لم يكن بعض آثار التواجد المؤقت للعصر الحجري القديم. إن صناعتهم الحجرية الدقيقة، والتي تتوافق بشكل جيد للغاية مع تلك التي كانت في العصر الحجري الحديث الأول في الصحراء الغربية (8500-6100)، تشير بالتالي إلى إزاحة التقنيات والرجال. ولكن في هذا العصر الحجري الحديث الأول، لا يقدم المرء سوى أدلة على التكاثر والفخار. علاوة على ذلك، بين عامي 8500 و5500، وبفضل صعود الرياح الموسمية الصيفية الإفريقية باتجاه الشمال، نشأ غطاء نباتي من النوع الساحلي على أطراف النيل هذه. أما بالنسبة لتأثير هذه الظروف المناخية المواتية، ما بين 7000 و5000، ولكن باتجاه الجنوب، على ضفاف النيل السودانية، من النوبة العليا إلى الخرطوم، فهي تفضل تنمية المجتمعات الميزوليتية. ومع ذلك، تم اكتشاف عظام لحوم الأبقار المحلية التي يعود تاريخها إلى أوائل العصر الحجري الحديث (7200-6500) في السودان الأوسط.
100 كم غرب وادي النيل، في الصحراء الشرقية من النوبة السفلى، حوالي 7000، المنطقة الصحراوية الآن نبتة بلايا - بير كسيبا، حيث كانت توجد بحيرات دائمة، تظهر تدجين الماشية واستغلال الذرة الرفيعة. نجد هناك، ولكن حوالي 5400، أول مقابر للحيوانات، في المدافن الترابية. وبالمثل، يميز هذا الموقع مجمع صخري كبير.
إن ثقافة الفيوم (5400-3400) والدلتا (ثقافة مرمدة 4800-4300) التي أثبتت مخازنها وجود الزراعة منذ 5200، قد ورثت معرفة مزارعي نبتة بلايا. يظهر وجود الثيران الداجنة وخصائص معينة للأدوات الحجرية أن هؤلاء السكان يشتركون في سمات مشتركة مع تلك الموجودة في الصحراء.
بالإضافة إلى ذلك، منذ بداية الألفية السابعة وفي منطقة تمتد من أسيوط إلى وسط السودان الحالي، يعيش الرعاة مع قطعان الماشية، الذين تمكنوا من تحقيق المرحلة الأولى من التوطين. إنهم يعيشون في بيئة مواتية للغاية، تتكون من السافانا المليئة بالبحيرات والموارد التكميلية. كما أنهم يستفيدون من أطراف وادي النيل (الهائلة آنذاك) وأحواض الأنهار (الأودية) التي تتعدد.
في الألفية السادسة قبل الميلاد، احتل سكان من الرعاة ما يعرف اليوم بالصحراء الشرقية، من شرق النيل إلى سلسلة الجبال المطلة على البحر الأحمر. ثم يعيش هؤلاء على أغنامهم وماعزهم، ويصطادون السمك في النيل.
في بداية الألفية السادسة، أصبحت الأمطار أقل تواتراً. الصيد وصيد الأسماك والتجمع محدودة. عندئذ يصبح التكاثر هو النشاط الرئيسي. البدو، الذي يتبع المرحلة الأولى من التوطين في الألفية السابعة، يعيد تنظيم نفسه، من جنوب مصر إلى النوبة. تقع هذه البدو الجديدة حول المواقع المنتشرة اليوم في الصحراء.
بسبب الجفاف التدريجي للصحراء، في الألفين الرابع والثالث، تجمع الرعاة من الغرب على طول نهر النيل، الذي أصبح واحة أفريقية.
ولكن، مع تزايد الجفاف، خاصة من 4400، تركز المجموعات على طول نهر النيل - باستثناء موسم الأمطار، لذلك يمارسون الترحال. يضع هؤلاء الكهنة في مقابرهم بعض القرابين الصغيرة ولوحات الماكياج أصباغ وأساور وعقود. في موقع نبتة بلايا، في الصحراء الغربية، يبدأ العصر الحجري الحديث النهائي حوالي عام 4500، بسيراميك مصقول جميل، يمكن أن يتخذ مظهرًا متموجًا فضوليًا، وغالبًا ما يكون له حافة سوداء. ستصبح هاتان الشخصيتان الأخيرتان نموذجيتين لخزف دير تاسا وبداري ما قبل الأسرات. لكن بينما في العصر الحجري الحديث الأول والوسطى، وُضِعت الخزفيات النادرة في المقابر دون أن تخدم (تم استخدام أوعية بيض النعام، ولكن بدون أثر للنار)، في آثار النار الأخيرة من العصر الحجري الحديث، تشير إلى أن هذه المزهريات الجميلة المصقولة كانت تستخدم. في موقع قريب، في جبل الرمحلة، وجدنا شكل الخزامى، لكنه مزين بشكل ملحوظ بعصابات.
فقط خلال الألفية الخامسة والرابعة كانت التغييرات الاقتصادية والاجتماعية موجهة نحو نظام سياسي أكثر تراتبية، مع ظهور المراكز السياسية. وفي نقادة اكتشفها عالم الآثار فلندرز بيتري في نهاية القرن التاسع عشر.
وهكذا سمحت التجارة في جميع الاتجاهات بالانتقال من اقتصاد النهب إلى اقتصاد الإنتاج، كلاهما متأخر (حوالي 5000) - بجوار بلاد ما بين النهرين (8000) - ولكن بعد ذلك سريعًا نسبيًا.

## مواقع مجهولة
موقع العمرة يعطي اسمه للأمراتيين (3800-3500) أو نقادة الأولى. موقع جرزية، يعطي اسمه للجرزين (3500-3200) أو نقادة الثانية. أما المواقع المكتشفة حول هيراكونبوليس فهي تحمل سمات ملعب نقادة الثالثة (3300 - 3100). يطبق الأنجلو ساكسون على استاد نقادة الثالثة مؤهل سمينة (في إشارة إلى المقبرة بالقرب من السمينة).

## التسلسل الزمني

### وليام فلندرز بيتري
تم تقسيم فترة نقادة لأول مرة من قبل عالم المصريات البريطاني فلندرز بيتري استكشف الموقع في عام 1894، إلى ثلاث فترات فرعية:
- نقادة 1: الأمراتية (بعد المقبرة بالقرب من العمرة، مصر)
- نقادة الثانية: جرزية (بعد المقبرة قرب جرزة)
- نقادة الثالثة: سمينة (بعد المقبرة قرب السمينة)

### فيرنر كايزر

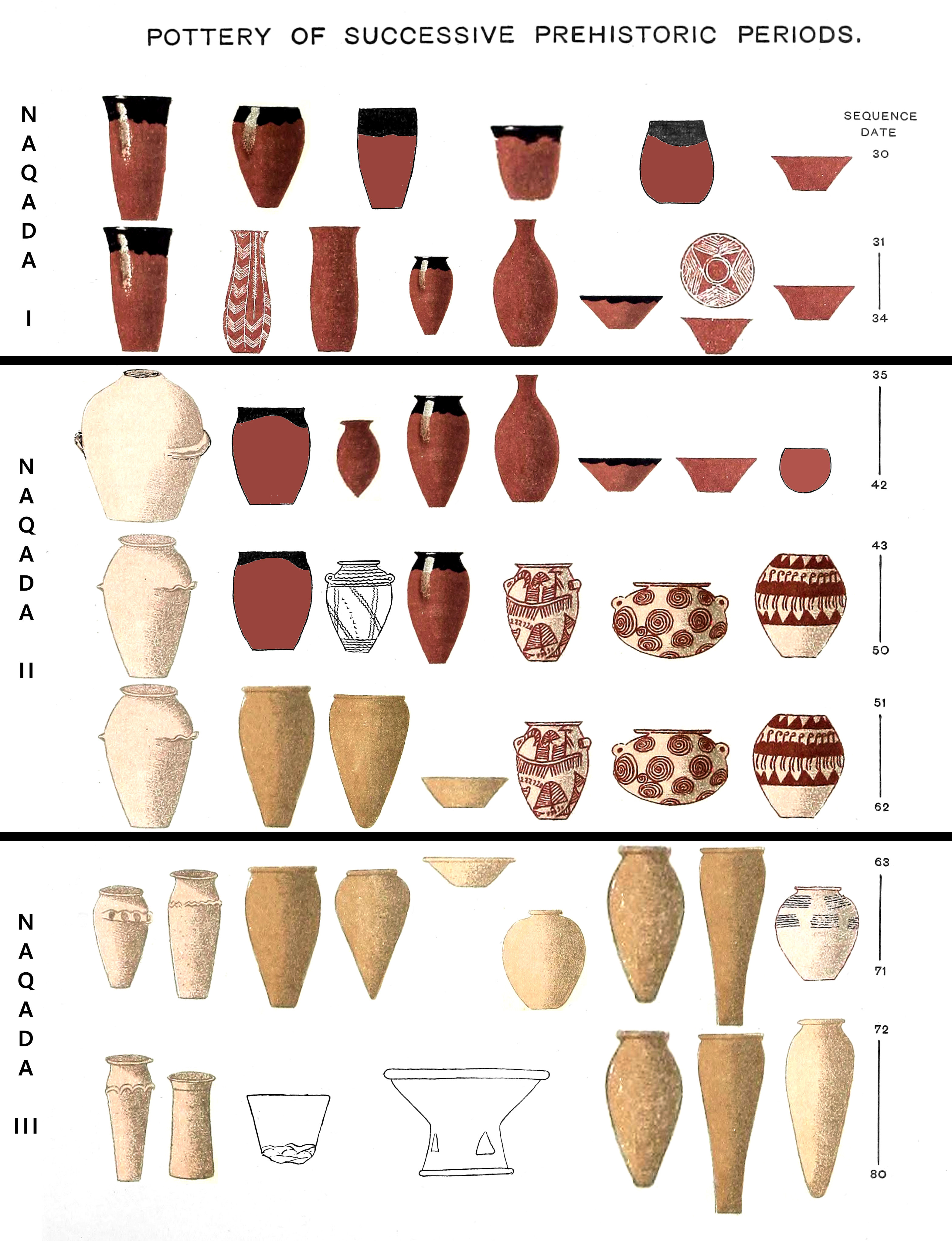
تطور أنماط الفخار المصرية في عصور ما قبل التاريخ، من نقادة الأولى إلى نقادة الثانية ونقادة الثالثة

تم استبدال التسلسل الزمني لبيتري بالتسلسل الزمني ل فيرنر كايزر في عام 1957. بدأ التسلسل الزمني لـ كايزر حوالي 4000 قبل الميلاد ولكن النسخة الحديثة تم تعديلها بشكل طفيف على النحو التالي:
- نقادة الأولى (حوالي 3900–3650 قبل الميلاد)
  - فخار مطلي باللون الأسود
  - التجارة مع النوبة وواحات الصحراء الغربية وشرق البحر الأبيض المتوسط [2]
  - سبج من إثيوبيا [3]
- نقادة الثانية (حوالي 3650-3300 قبل الميلاد)
  - ممثلة في جميع أنحاء مصر
  - أول فخار مارل، وتشغيل المعادن
- نقادة الثالثة (حوالي 3300-2900 قبل الميلاد)
  - مرفقات جنائزية أكثر تفصيلاً، أول ملوك مصر الموحدة
  - الجرار الأسطوانية
  - الكتابة

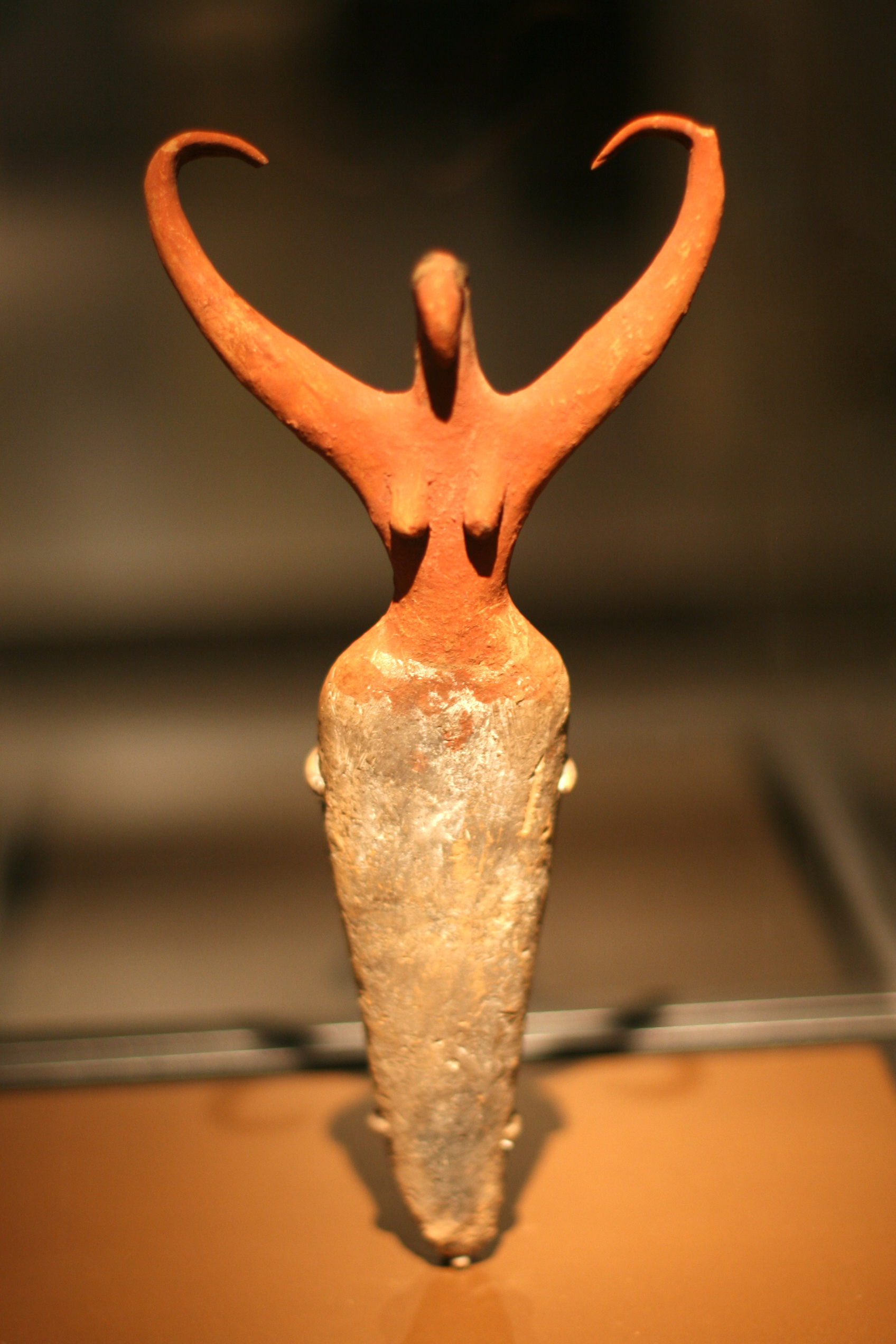
صورة لامرأة ذات سمات طائر. فترة نقادة الثانية ، 3500 - 3400 قبل الميلاد. متحف بروكلين
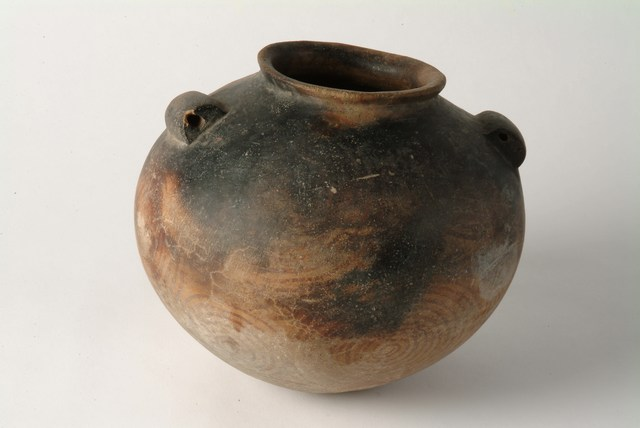
وعاء طبخ نقادة ما قبل الأسرات - أظهر التحليل العلمي أن هذا القدر كان يحتوي في السابق على يخنة اللحم بالعسل
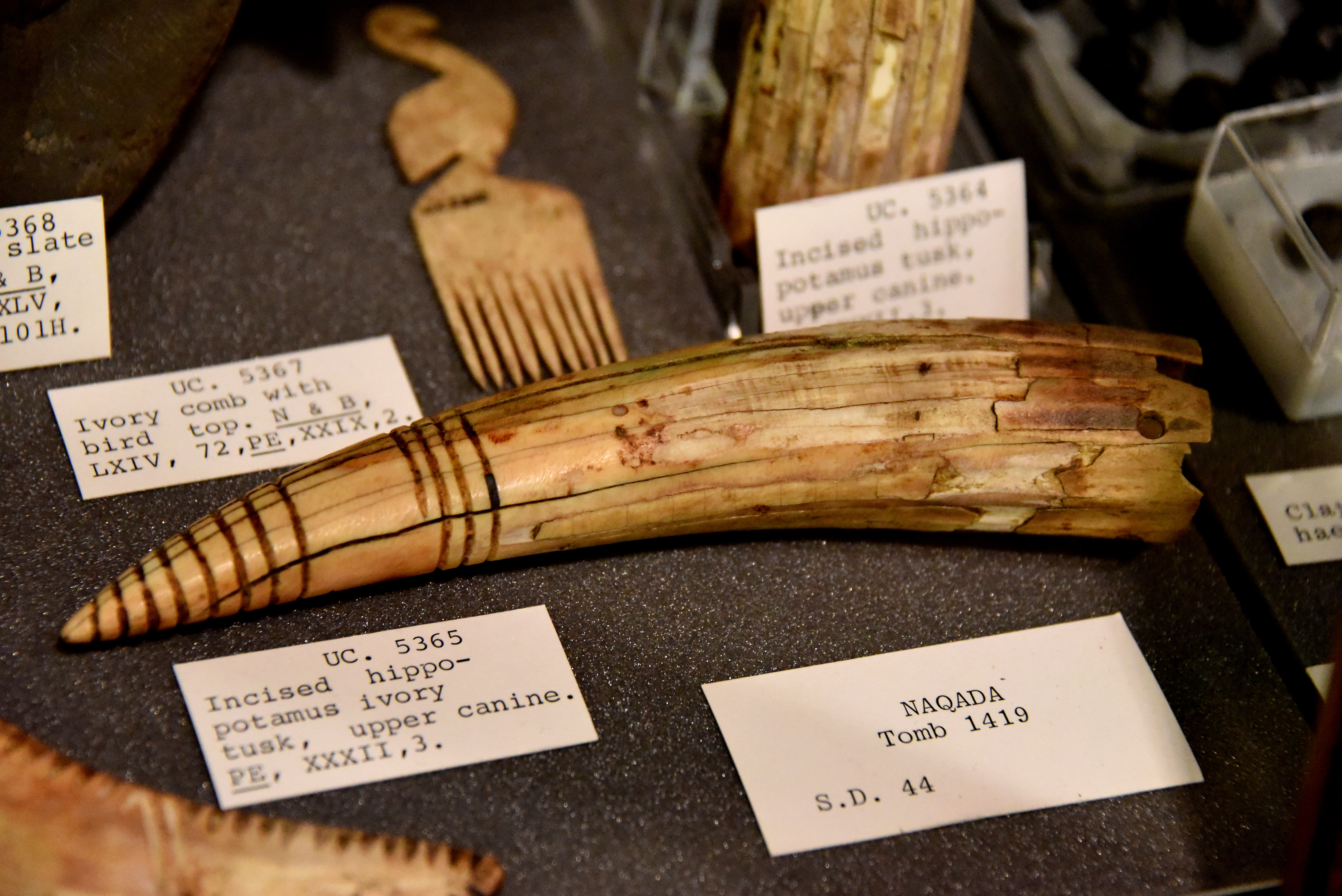
ناب عاجي منقوش بفرس النهر ، كلب علوي به أربعة ثقوب حول القمة ، من قبر نقادة 1419 ، مصر ، فترة نقادة ، متحف بيتري للآثار المصرية ، لندن
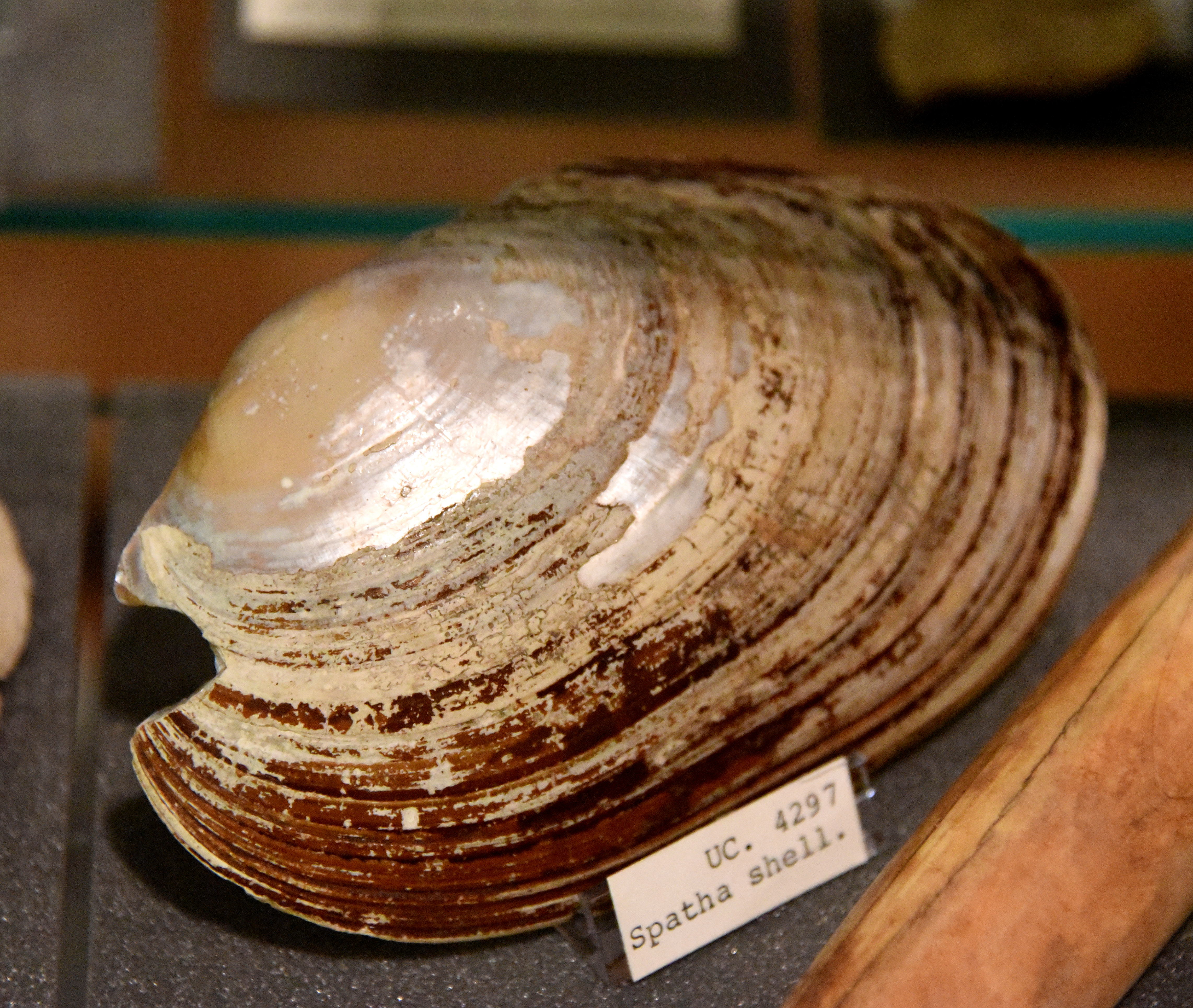
قذيفة سبثا من مقبرة نقادة 1539 ، مصر ، فترة نقادة الأولى ، متحف بتري للآثار المصرية ، لندن
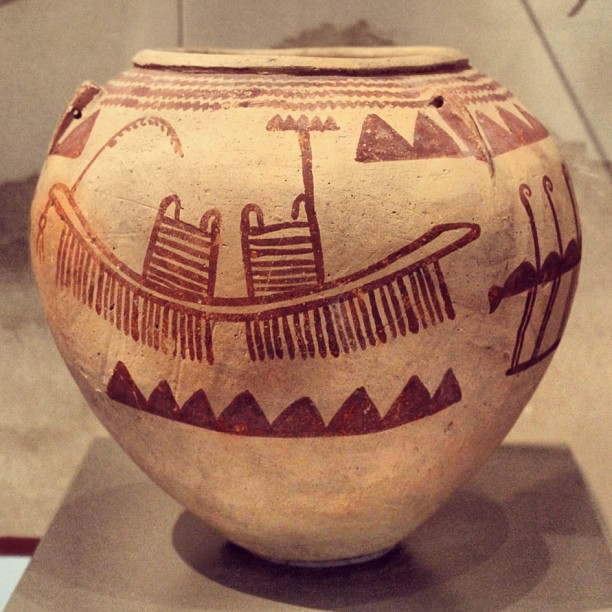
جرة نقادة عليها صورة قارب
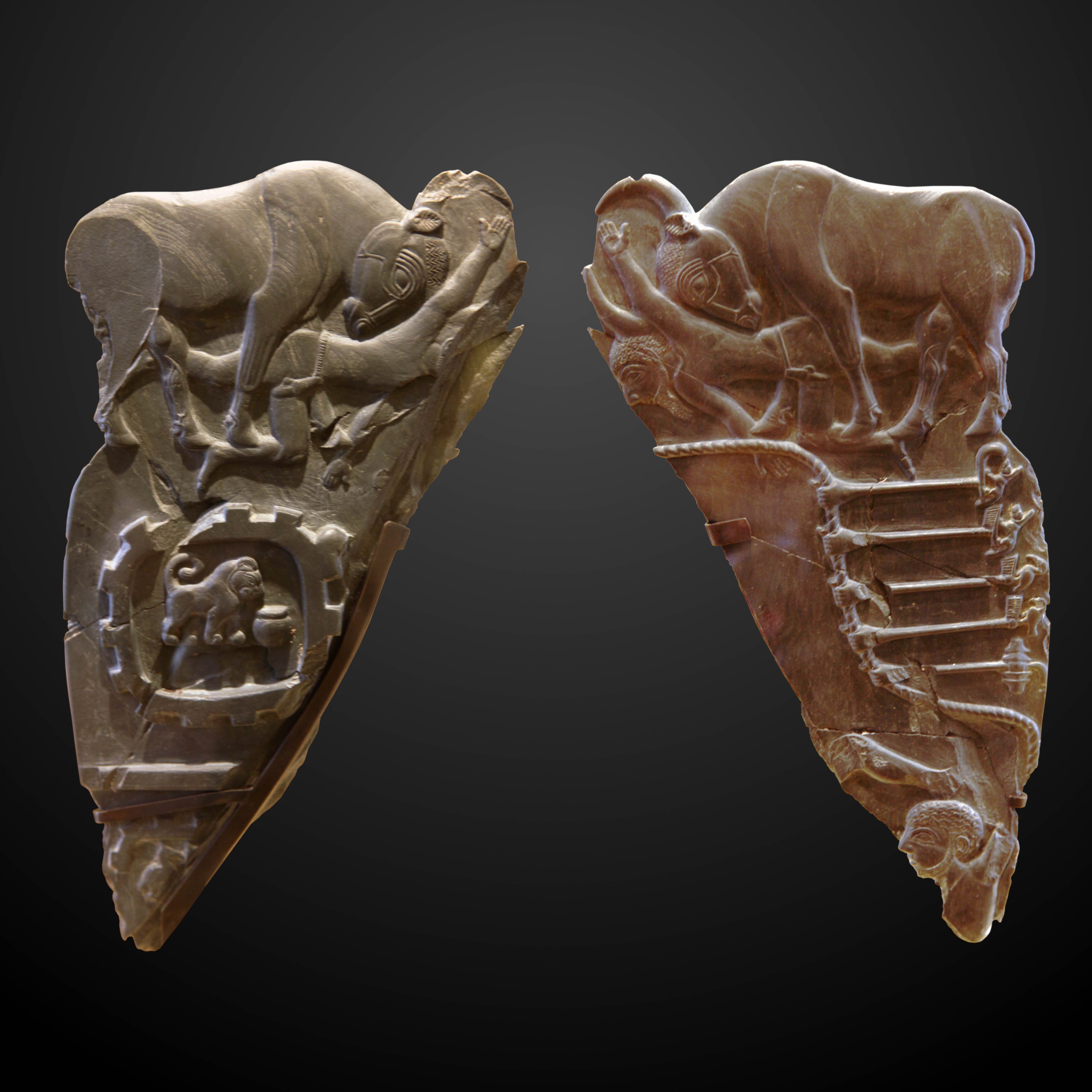
لوحة الثور
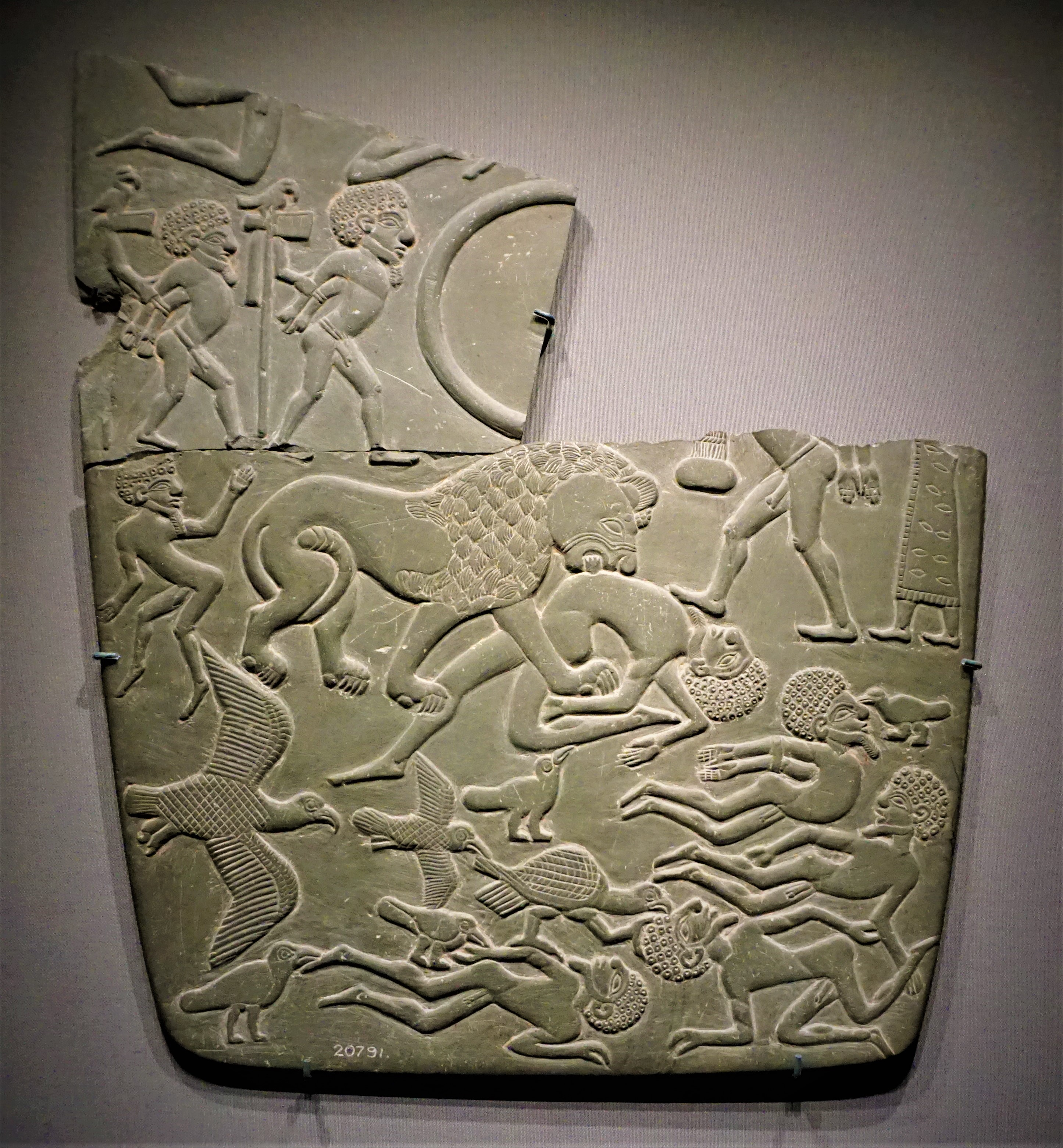
لوحة ساحة المعركة ، 3100 قبل الميلاد
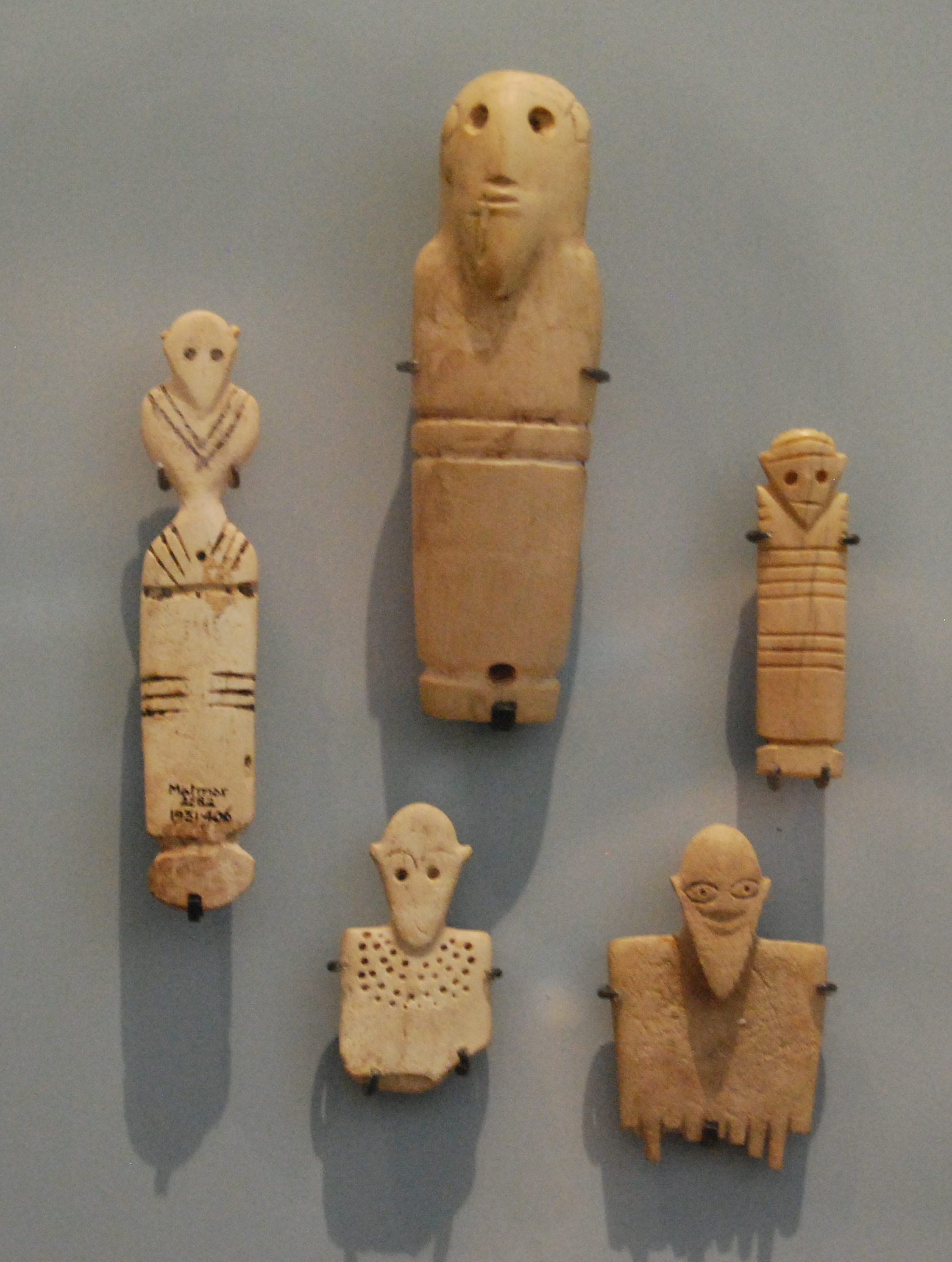
شخصيات بشرية ما قبل الأسرات ، نقادة.
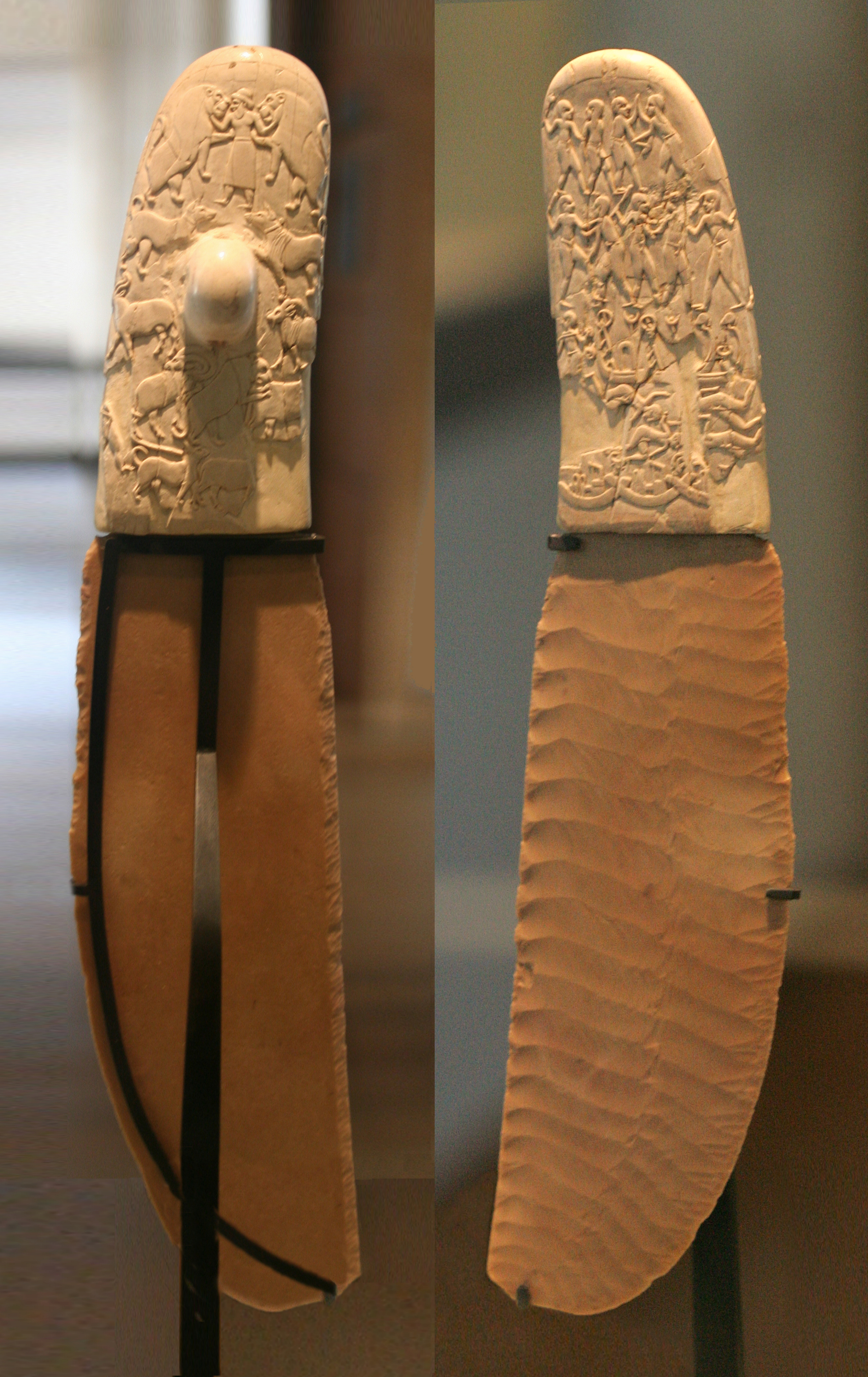
سكين جبل العركى ، متحف اللوفر (3300-3200 قبل الميلاد).

## نقادة الأولى

### تاريخ

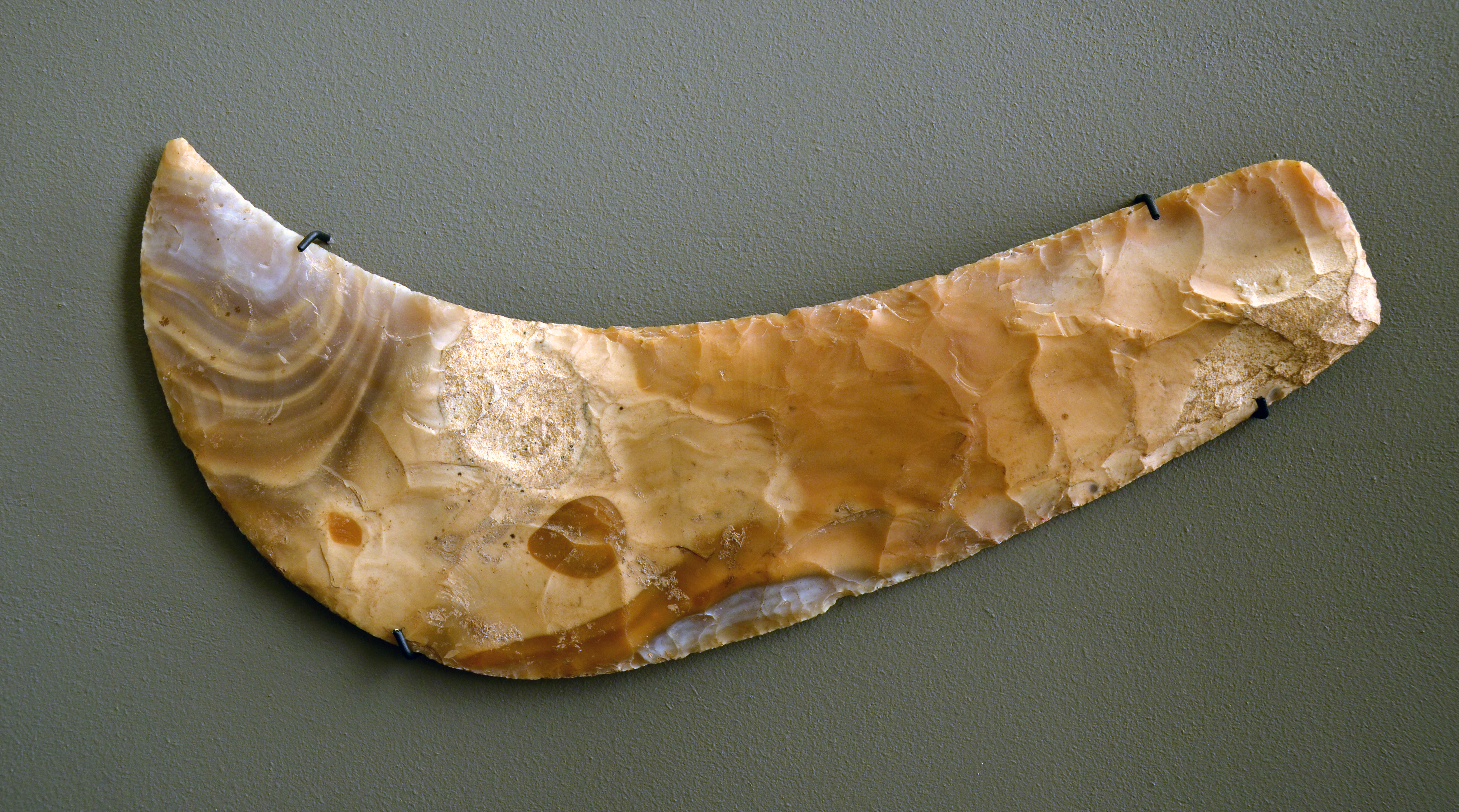
المنجل، نقادة الأولى؛ الصوان.
متحف جنيف للفنون والتاريخ

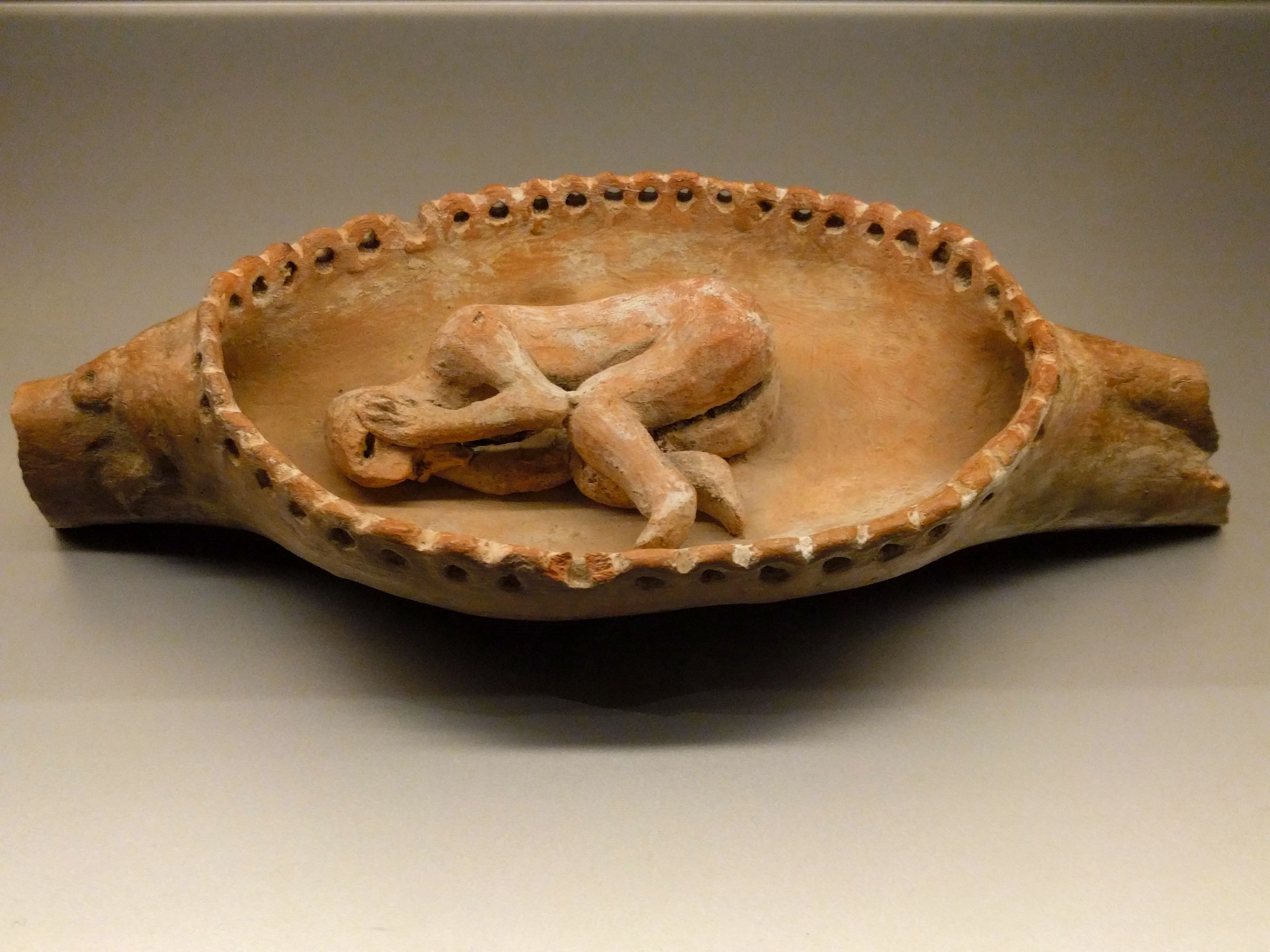
الطين. نقادة الأولى.
المتحف الوطني للآثار

تمتد ثقافة نقادة الأولى (3900-3500) [أو الأمراتية، من موقع العمرة] على مصر العليا. وتتمثل في العديد من مواقع المقابر الواقعة من شمال أبيدوس إلى الأقصر جنوبا. الشهود الأكثر لفتا للنظر هما العمرة ونقادة. تم تضخيم السمات الثقافية السابقة، تلك الخاصة بالبداري (4400-3800)، إلى حد كبير.
يرث السكان ثقافة العصر الحجري الحديث في البداري في مصر الوسطى، وتقع على بعد حوالي 300 كيلومتر شمالًا، على نهر النيل. في ثقافة البداري نجد غلبة الأنواع البرية على الأنواع المزروعة، والتخزين في الحفر، والمجموعات المتنقلة نسبيًا، والتي تمارس التربية والصيد. نقادة الأولى تمارس بشكل أساسي زراعة النباتات المنزلية، وبطريقة أكثر كثافة. الحيوانات المستأنسة هي أيضًا أكثر عددًا.
المدافن ذات الحفر المستطيلة، وبعضها بحجم جيد (2.50 × 1.80 م)، مزودة بمواد غنية تظهر تقدمًا تقنيًا ملحوظًا. توجد عدة أنواع من الفخار، بعضها يحمل علامة إناء. سيراميك أحمر مصقول جميل للغاية مع حافة سوداء موجودة مسبقًا منذ 4400-3800 في ثقافة البداري (5500-3800). وأخرى، واضحة، يمكن تزيينها بأنماط تصويرية مختلفة مطلية باللون الأبيض، تمثل الحيوانات النيلية (أفراس النهر، التماسيح)، أو سهوب السافانا (الزرافات، الغزلان، البقريات) والنباتات وأنماط هندسية دائمًا. وتجدر الإشارة أيضًا إلى أن هذا القرب من باداري يتجلى في وجود أواني طينية مطلية بزخرفة القارب، وهو الرسم الذي سيتم مواجهته في نقادة الثانية. تبدو العديد من التماثيل البشرية في الطين، وأحيانًا في العاج، خاصة بمقابر معينة.
تطور الموائل: أكواخ بيضاوية كبيرة ذات هيكل خفيف (الحمامية) وبيوت مستطيلة جيدة التنظيم، جزئيًا تحت الأرض، تشير إلى أنه بجانب المنشآت الموسمية، يتم إنشاء مراكز أكبر وثابتة. في هيراكونبوليس (نخن، في وسط صعيد مصر، بينما تقع نقادة على بعد 170 كم شمالًا)، موطن من قرى صغيرة متناثرة تميل إلى التخصص وفقًا لوظيفتها (موطن حرفي، تم تحديد منزل الخزاف)، يتطور خلف مركز أكبر عند مخرج واد كبير. هناك نخبة تظهر. يتضاعف عدد السكان، من 5000 إلى 10000 نسمة بين 3600 و3500.
المجتمعات هرمية. إلى جانب الرعاة والمزارعين، يظهر الحرفيون المتخصصون في صناعة الفخار (العديد من المزهريات تحمل علامات الخزافين أو المالكين)، ولكن أيضًا في الأعمال الحجرية (لوح الألوان الزومورفي في الصخر الزيتي، والنوادي المقطوعة، والمزهريات الحجرية الأولى، وأدوات الصوان الأكثر تفصيلاً). تشهد الاختبارات الأولى للأواني الفخارية المصرية على إتقان تقنيات النار، التي لا تُطبق إلا قليلاً على المعادن، ربما باستثناء الذهب. النحاس، نادر، يظل باردًا كما هو الحال في بدارين. يبدو أن الصيد نشاط نبيل ومرموق، مع احتكار افتراضي للتمثيلات. يبدو أن «سيد الصيد» شخصية ذات قوة عظمى. تطور حضارة نقادة الأولى حياة من العلاقات والاتصالات الهامة عن طريق النهر باتجاه الجنوب (المجموعة «أ» من النوبة) والشمال (المعادي).

### الانتشار
لا تزال هذه الطبقة من الثقافة ذات أهمية محلية، على الرغم من أنها تظهر بالفعل اتجاهًا متزايدًا، إلا أنها نموذجية في مصر العليا. مراحله الأولى قديمة قدم ثقافة البداري (حتى 4000 قبل الميلاد، على الرغم من أن فترة نقادة الأولى قد تبدأ بهذا التاريخ). لا يوجد خط فاصل بين ثقافة البداري ونقادة الأولى، فإن الانتقال مستمر وغير محسوس تقريبًا. يشار إلى التغيير بظهور أجسام غريبة، مما يشير إلى بدء التجارة. تم تأكيد التداخل الزمني أيضًا من خلال حقيقة أن الفترة الأولى من نقادة الأولى في منطقة البداري كانت ضعيفة، ولكن في نفس الوقت يمكن اكتشاف ثقافة بداري حتى في منطقة نخن. لقد نجت آثار مهمة في الصحراء شمال وغرب طيبة وحول أبجو. إنها ثقافة ريفية محلية صغيرة لا يمكن العثور فيها إلا على آثار صغيرة من التقسيم الطبقي الاجتماعي.

### سمات
يمكن التعرف بسهولة على الأواني الفخارية الخاصة بها، في البداية الأحمر الداكن والبني المحمر والبني والأسود، وبعد ذلك باللون الأبيض الرمادي أو الأصفر. هذه الألوان هي نتيجة المواد الخام المستخدمة. ينتج طين مارلي الصحراوي فخارًا خفيفًا (أصفر إلى رمادي)، بينما ينتج طين النيل فخارًا داكنًا (أحمر إلى أسود). تم تصنيع الأواني ذات الغطاء الأسود بشكل مستمر طوال الفترة. يشار ببساطة إلى الفخار الأحمر ذو السطح الأسود باسم «أواني نقادة»، ولهذا السبب تم فصل نقادة الأولى عن نقادة الثانية. من المحتمل أن يكون الاختلاف في اللون بين الجسم والجزء العلوي من الوعاء ناتجًا عن عملية الحرق، فقد تم حرق الوعاء على نار مفتوحة أثناء دفنه في الرماد حتى الرقبة. عادة ما تكون الأواني عبارة عن جرار مستديرة وأوعية مستديرة.
في النصف الثاني من العصر، انخفض إنتاج الأواني ذات الغطاء الأسود، وبدأ ينتشر مثل موجة الموضة كنوع من الأواني ذات السطح المصقول المزين بخطوط بيضاء متوازية ثم خطوط بيضاء متقاطعة. تم تلميعها أولاً باللون الأسود، ثم إلى الأحمر، وأخيراً حتى نهاية العصر، أصبح استخدام الطين المارلي أكثر انتشارًا، وأصبحت الأواني أفتح، وأصبحت اللوحة ذات اللون الواحد مميزة أكثر فأكثر. كانت مطلية باللون الأبيض أو الكريمي. مع تقنية الرسم الفاتح على خلفية مظلمة، تظهر بالفعل تمثيلات تصويرية. تصور الرسومات الحياة البرية للأنهار والسافانا بشكل عام، ومعظمها من الفقاريات، ولكن العقرب يظهر بالفعل. تعد رسومات الأشياء المستخدمة والأدوات نادرة، على الرغم من ظهور السفينة في بعض الأحيان، والتي ستكون الفكرة المميزة لـ نقادة الثانية. لا يزال تصوير الناس منمنمًا بقوة، والرأس مستدير، والجسم مثلث متصل به عيدان تناول الطعام. عادة ما يدور الموضوع حول الصيد أو الحرب.
اللوحات الأولى المعينية والبيضاوية والحيوانية، وهي أول قطع معروفة من فن اللوحات اللاحق، تعود أيضًا إلى هذا العصر. هناك أيضًا لوحات شهيرة في شكل أفراس النهر والأسماك والكباش، لذا فإن الموضوع يغطي أكبر مجموعة ممكنة من الكائنات الحية. تتشابه موضوعات اللوحات مع التمائم التي ظهرت في ذلك الوقت. ربما حتى ذلك الحين، كانوا يؤمنون بالقوة الوقائية للتماثيل التي تتمتع بقوى سحرية، وتماثيل صغيرة.
وعادة ما تكون أدوات استخدامها عبارة عن أدوات حجرية مصقولة ذات طبيعة العصر الحجري الحديث. ميزتها الخاصة هي أن السطح قد تم صنفرته قبل التنقيح النهائي. ينتشر استخدام النحاس على نطاق واسع، ولكن تظهر فقط الأدوات المطروقة والمزورة على البارد. ينتج عن معالجة النحاس هذه نحاسًا هشًا وناعمًا، لذلك فقط الأشياء الصغيرة والمجوهرات التي تعرضت لضغط ضئيل تم صنعها منه. رؤوس حربة نحاسية متشعبة تحاكي الأدوات الحجرية.

### بناء
خلال هذا العصر أيضًا، بدأ تشييد المباني المبنية من الطوب الطيني، والتي انتشرت على نطاق واسع خلال فترة نقادة الثانية. الاكتشافات من المنازل نادرة جدا. حفر تسعة مبان بالقرب من قرية الحمرجة. هذه أكواخ مستديرة للطائرات الورقية، يبلغ قطرها بالكاد من متر إلى مترين. أرضياتهم مغطاة بالأرض، جدرانهم سمكها 0.3 متر من الطين. لا نعرف شيئًا عن هيكل السقف. فيما بعد كانت المنازل الصعبة أكبر قليلاً، مستطيلة الشكل، نصفها منحوت في الأرض ومبطنة بالطوب الطيني، وكذلك المقابر المعاصرة. لم يُعرف بعد أي مبنى سكني آخر من فترة نقادة الأولى.

### دفن
تأتي معظم المكتشفات من مقابر كانت موجودة بالفعل خارج المستوطنة. أصبحت ملحقات المقابر أكثر ثراءً، لكن المقابر نفسها عبارة عن حفر ضحلة منحوتة في الرمال. وُضعت كل جثة على جانبها الأيسر، ودُفنت في وضع منكمش، واتجه جنوباً، بحيث بدا وجهه شرقاً. في بعض الحالات، يمكن اكتشاف علامات التشويه، وفي بعض الحالات تم دفن الرأس في مكان آخر. لم يتم استخدام التابوت في البداية، لكن الجسد كان ملفوفًا. حتى في هذا العصر ظهرت توابيت خشبية وطينية. كما يظهر ما يسمى بـ «دفن الوعاء» مع التوابيت، عندما دُفن التابوت - ومعه الموتى - في وضع عمودي. هناك الكثير من المومياوات الطبيعية بينهم. يشار إلى تطور طوائف الحيوانات من خلال حقيقة أن مقابر الحيوانات شائعة بالإضافة إلى المقابر. كتغيير كبير في مقبرة لين، تطورت أيضًا المقابر المكدسة المربعة، والتي تشير بالفعل إلى مقابر أبيدوس في نقادة الثانية ونقادة الثالثة، باتجاه المقابر الملكية في أم الجعاب.
يشار إلى التحول الإمبراطوري المباشر وغير المنقطع لـ نقادة الأولى من خلال ظهور أقنعة الموت في مقبرة ليهين بنهاية العصر. كانت مصنوعة من الطين، أجسام بسيطة بيضاوية ومحدبة مع فتحتين للعين وأنف بارز وفتحة. في بعض الأحيان كان يشار إلى الأذن. وظلت هذه تجهيزات الدفن التي لا غنى عنها طوال تاريخ مصر بأكمله، وأشهرها قناع توت عنخ آمون الذهبي. استمرت عادة قناع الموت في العصر اليوناني، واستولى عليها اليونانيون أنفسهم في وقت مبكر من العصر الميسيني. لا يزال أول قناع موت معروف ينتمي إلى ثقافة مرمدة. عُرفت أربع عينات من مقبرة الأثرياء الصعبين.
الوضع مع التماثيل الجنائزية مشابه. في هذا العصر لا تزال نادرة، وعادة ما يتم وضع قطعة واحدة في القبر، والاثنان نادران بالفعل، على الرغم من اكتشاف مجموعة من ستة عشر قطعة من قبر. في النصف الثاني من العصر، ظهرت أشكال مثلثة ملتحية. نجت هذه الملاحق في نهاية المطاف على شكل استخدام عبر التاريخ المصري.
ربما يمكن اعتبار رؤوس الصولجان كرمز للقوة. هذه هي الأولى مسطحة، على شكل قرص. كانت مصنوعة من الحجر الجيري الصلب والكالسيت والصخور النارية ذات النسيج السماقي. تم استبدال هذه ببطء بصولجان كمثرى وكروية. هناك القليل من علامات الفصل الاجتماعي، باستثناء نيهينت، حيث استخدم الأغنياء والفقراء بالفعل مقبرة منفصلة خلال هذه الفترة.

### العلاقات السياسية والمجتمع
أكبر مستوطنة في نهاية العصر كانت نخن، والتي امتدت لأربعة كيلومترات على طول ضفاف النيل وكانت بالفعل حوالي 3600 كانت على ما يبدو عاصمة الدولة. بسبب نقص الكتابة، لا نعرف شيئًا عن تنظيم الدولة أو أي خاصية أخرى للدولة. ربما في هذا الوقت بدأ يتشكل مركز القوة الثلاثي، والذي نفذ لاحقًا توحيد مصر العليا ثم مصر بأكملها. المراكز السياسية الثلاثة هي نخن وأبيدوس ونقادة. كانت مقبرة نقادة لا تزال ذات أهمية محلية في وقت نقادة الأولى، وعدد المدافن لا يصل إلى مقبرة نخن ومع ذلك، في نهاية العصر، بدأت في القفز وأصبحت مقبرة إقليمية في نقادة الثانية، بينما بدأ نخن في التدهور.
في هذا العصر، يمكن رؤية التقسيم الاجتماعي الثاني للعمل، وهو الفصل بين الحرفيين والمزارعين. أصبحت هذه العملية ممكنة بسبب الفائض الغذائي الموجود بالفعل، عندما يصبح توريد الحرفيين غير المشاركين في الإنتاج المباشر ممكنًا. نوعية الحرف اليدوية في نقادة الأولى تفترض بالفعل وجود الحرفيين. لم يتم إنتاج الغذاء حصريًا بعد، ولكن يتم استكماله بالصيد وصيد الأسماك.
تم العثور على عدد قليل من العناصر التي يمكن تصنيفها كأسلحة في الجنازات، وكثير منها خلص إلى أنه كان عصرًا سلميًا، بدون حروب. ومع ذلك، لا نعرف إلى أي مدى يمكن أن تكون أنواع الأسلحة التي يمكن استخدامها بالإضافة إلى الصولجان قد شكلت ارتباطًا بالقبور. ربما لم يُسمح لهم بدخول القبر بسبب قيمتها أو طبيعتها الرمزية أو طبيعة استخدامها. كان القوس والرمح معروفين بالفعل، كما أن خنجر نحاسي بشفرة ممتدة لم يكن مستبعدًا أيضًا. ومع ذلك، فإن رؤوس الصولجان التي تظهر في كثير من الأحيان لا تقدم أيضًا دليلًا على وجود أسلحة، لأن ثقب المقبض المحفور في الرأس يكون في معظم الحالات رقيقًا جدًا بحيث لا يمكن إدخال مقبض قوي، وهذا أمر ضروري لصولجان . لذلك، يمكن أيضًا أن ينتهي الأمر بالصلبان في القبر كرمز للمكانة أو كائن طقسي أو رمز بسيط للقوة. ومع ذلك، كان من الممكن أيضًا أن تكون هناك أسلحة «ضعيفة» مصنوعة خصيصًا للدفن. وهذا ما تؤكده أيضًا حقيقة أن الخزف الجنائزي يختلف أيضًا عن السيراميك المستخدم بالفعل في المستوطنات.

### معرض نقادة الأولى

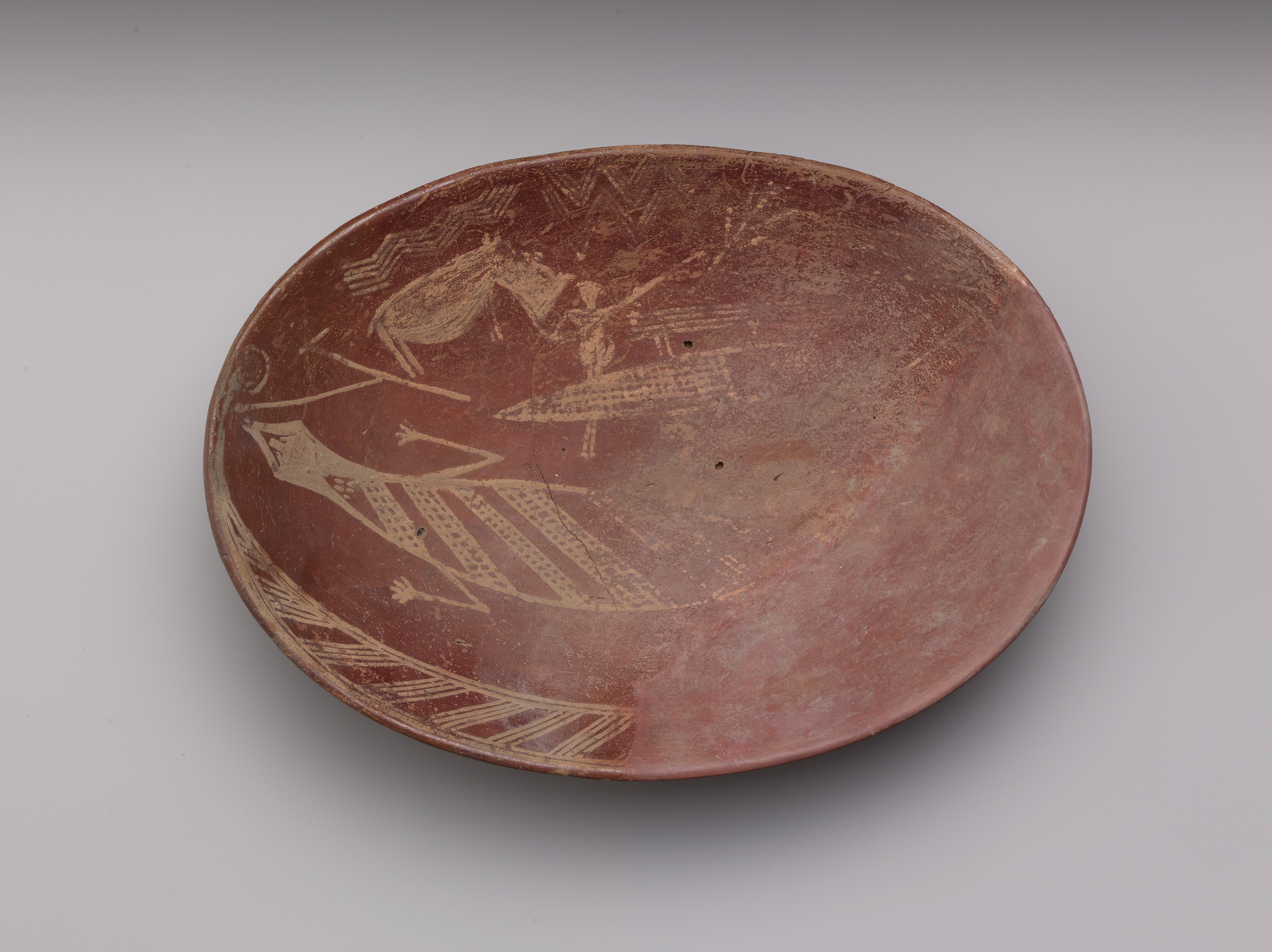
طبق ذو زخرفة بيضاء / حمراء لحيوانات برية. نقادة الأولى، حوالي 3900–3650. الطين الملون قطر ~ 30 سم. متحف المتروبوليتان للفنون
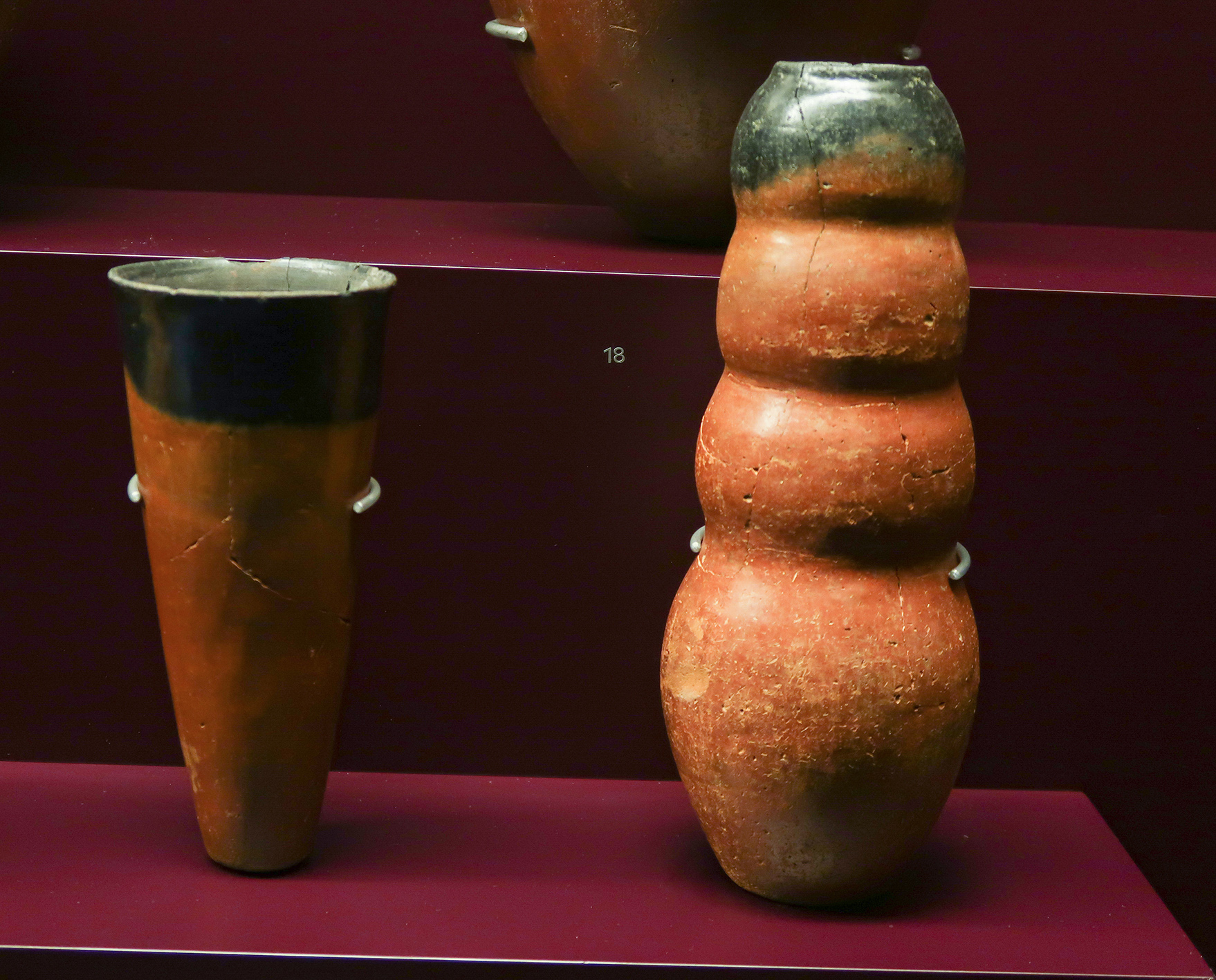
مزهريات مخروطية الشكل بجسم مموج. الطين ذو الجسم الأحمر والرقبة السوداء. متحف الملتقى
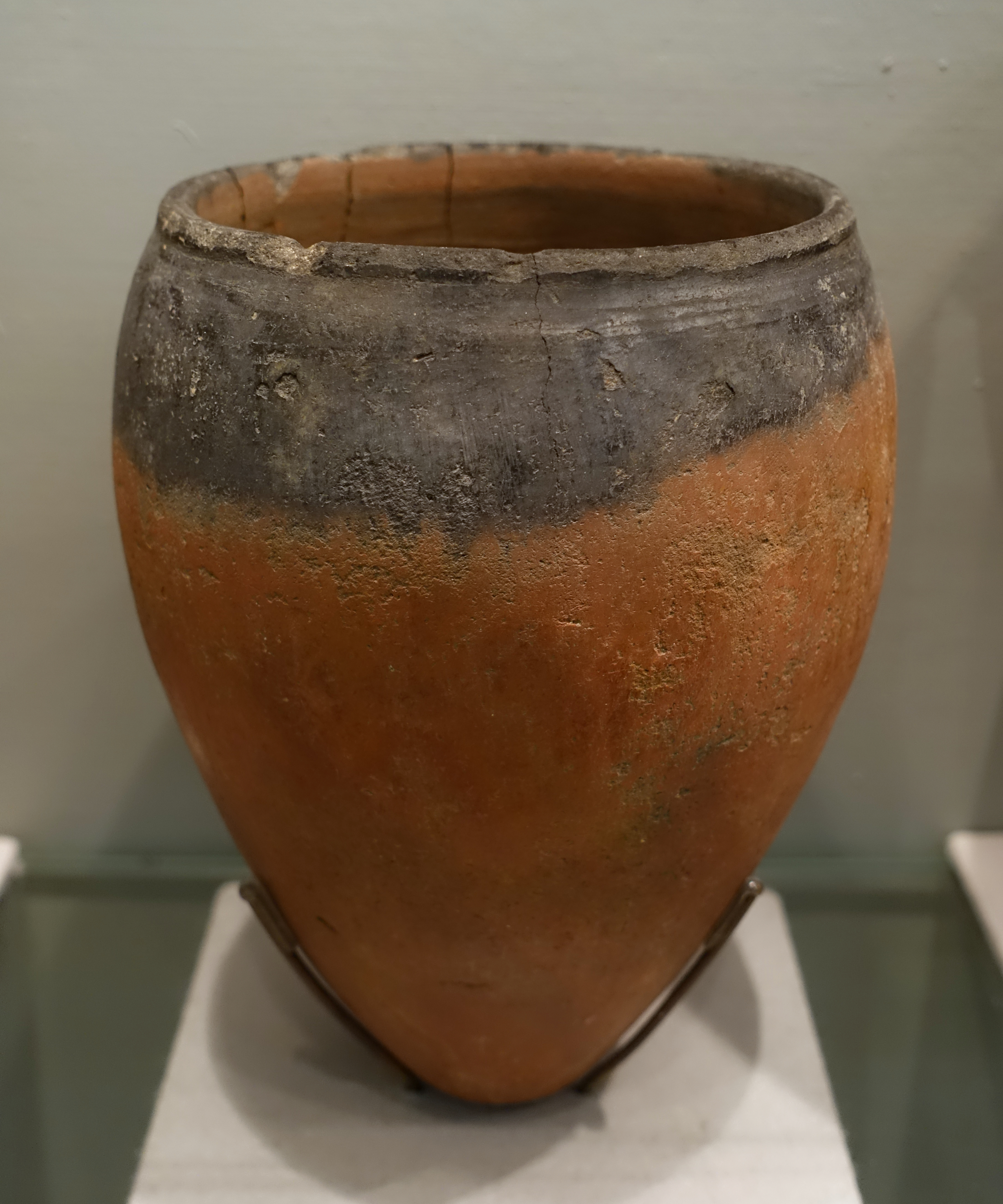
مزهرية مخروطية بفتحة واسعة. الطين الأحمر والياقة السوداء. متحف مارتن فون فاغنر
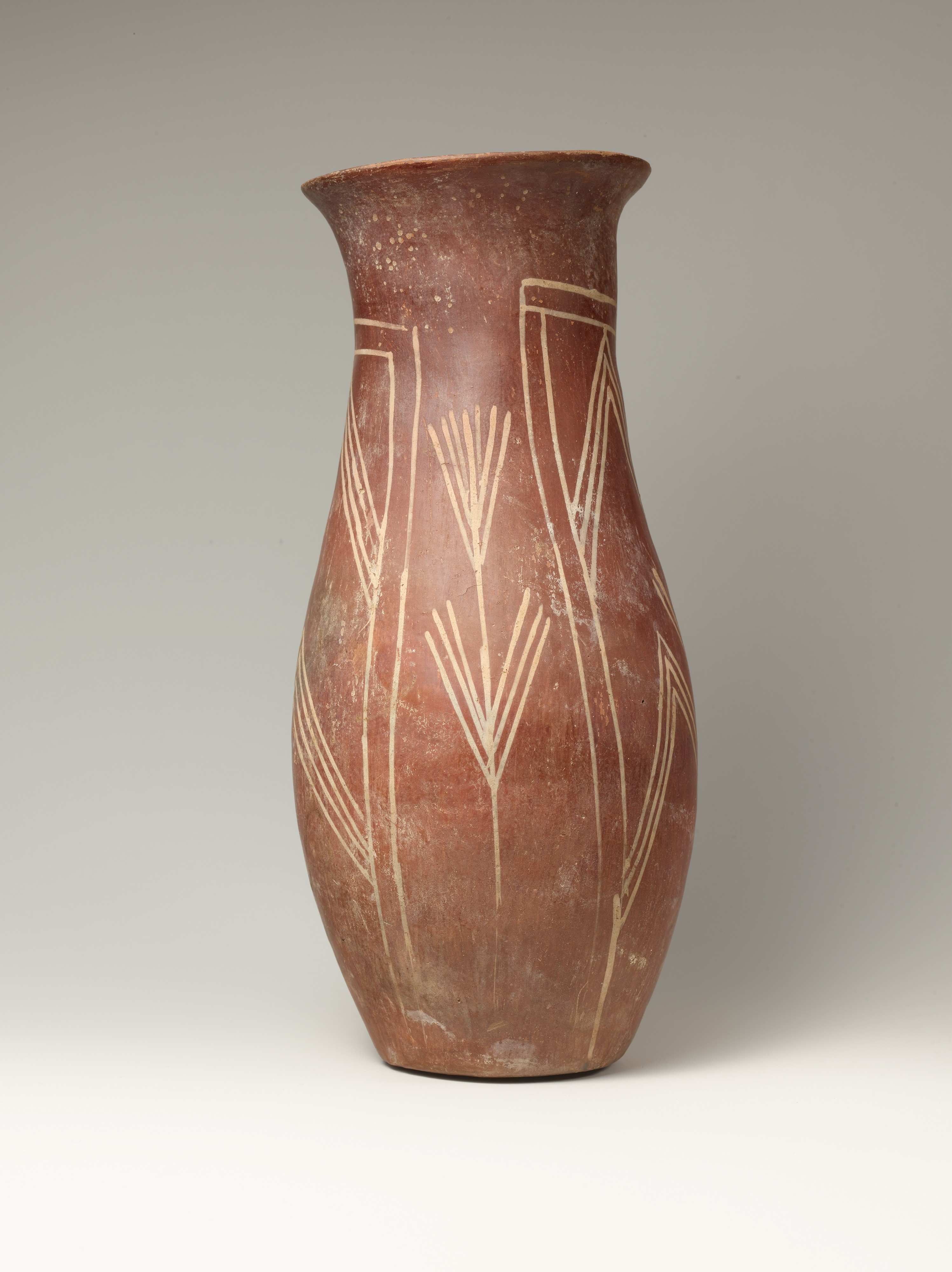
مزهرية بزخرفة بيضاء / حمراء وخطوط ونباتات. ارتفاع 28.5 سم.[7] الطين المطلي. متحف المتروبوليتان للفنون
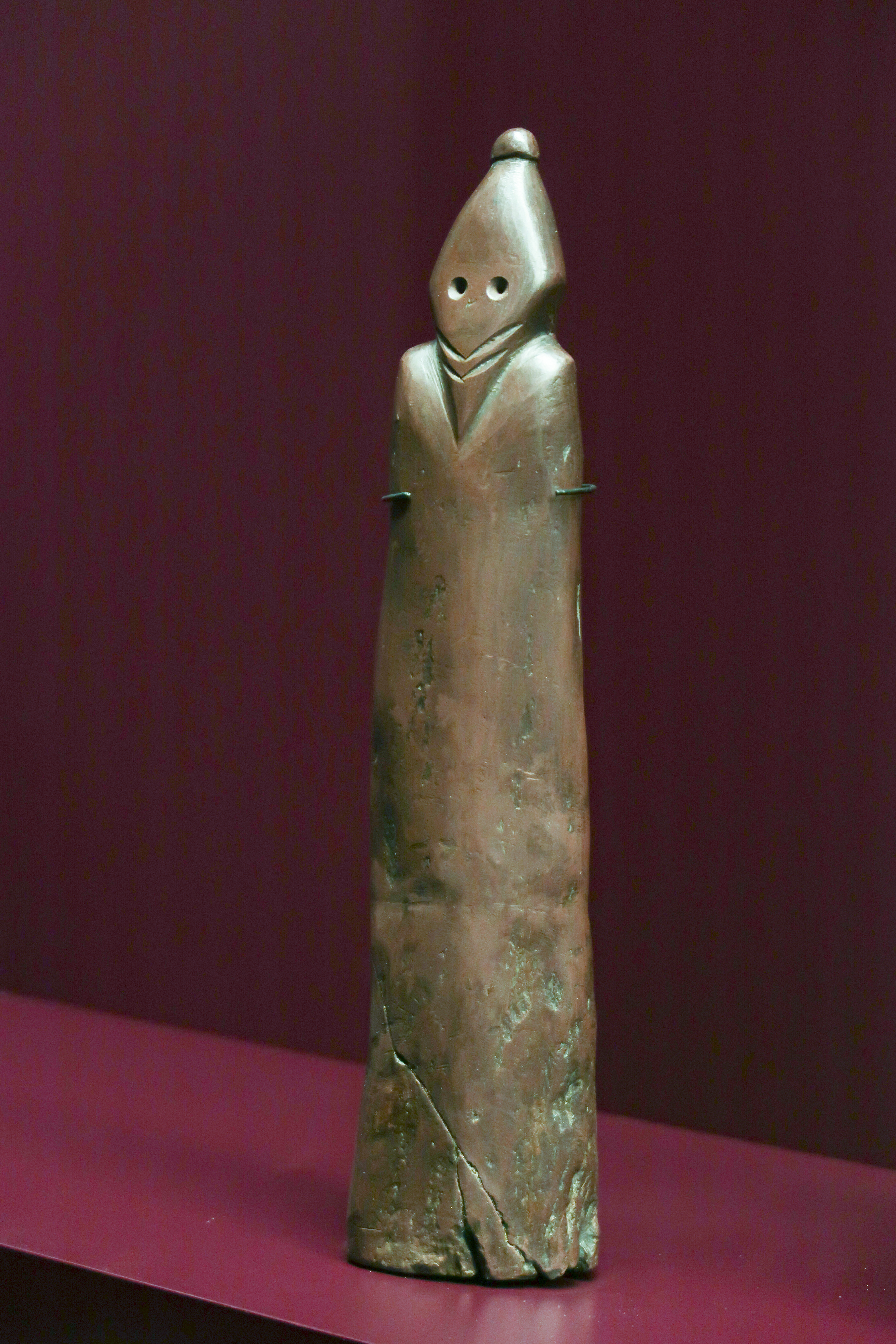
رجل ملتحي. جرواق, ارتفاع 31,5 cm مصر العليا. متحف الملتقى
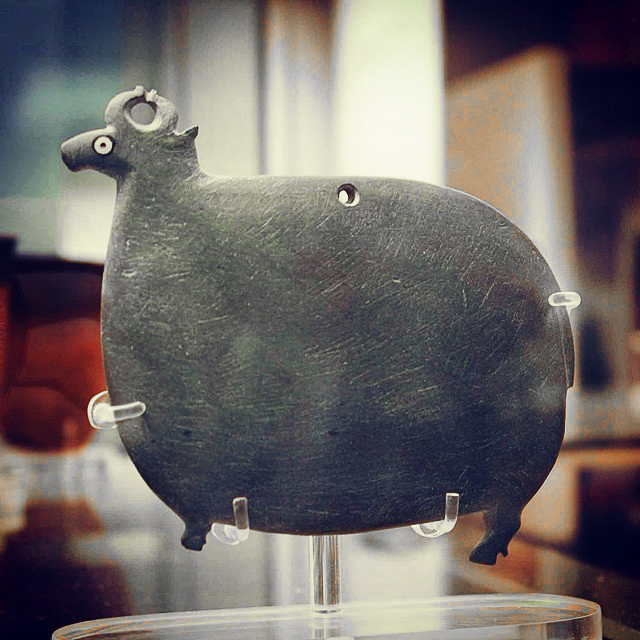
لوحة مكياج على شكل كبش. ترصيع حجر طيني، المتحف البريطاني
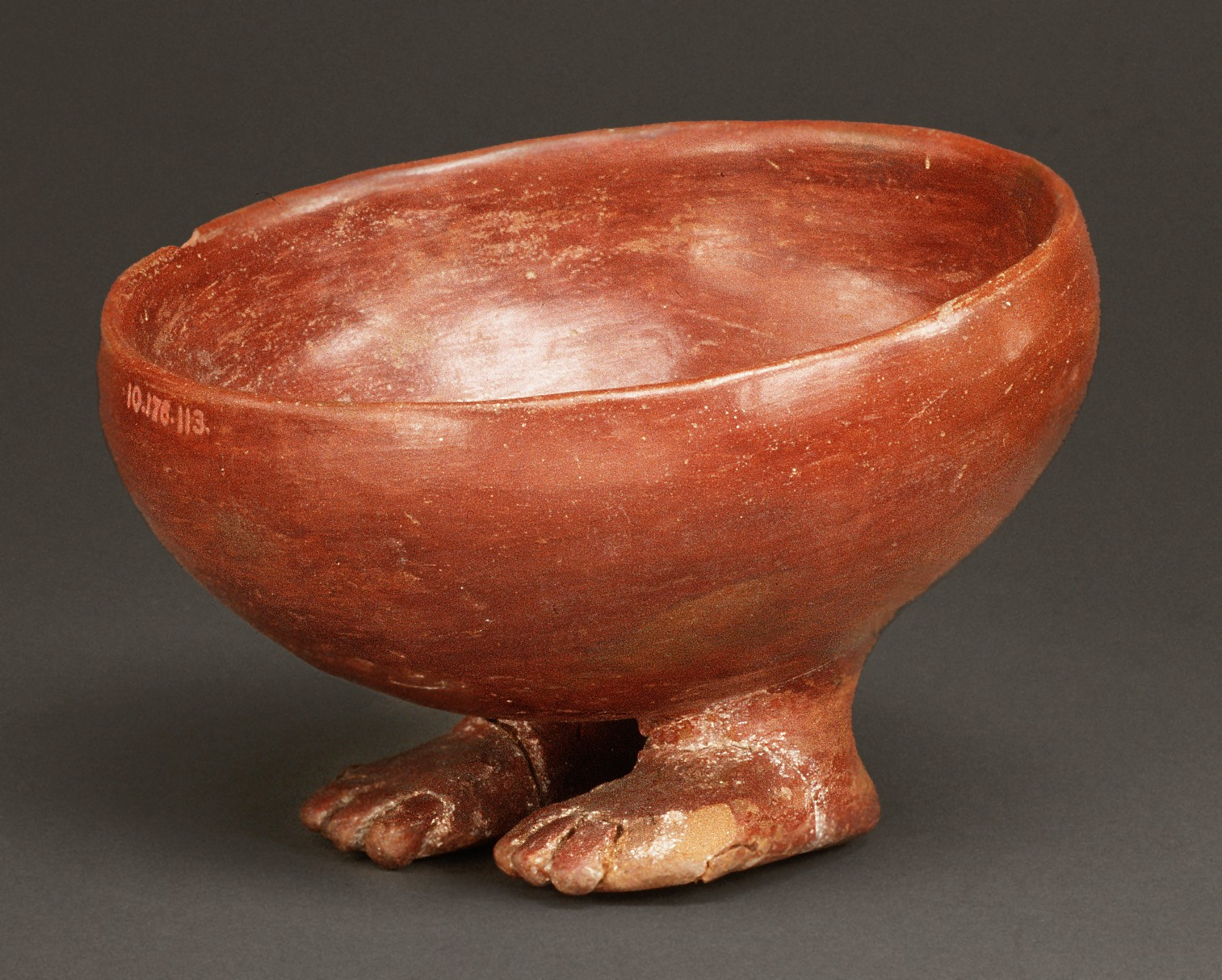
وعاء بأقدام بشرية. أواخر نقادة الأولى - بدايات نقادة الثانية, 3750-3500. الطين الأحمر. قطر 13 سم. متحف المتروبوليتان للفنون
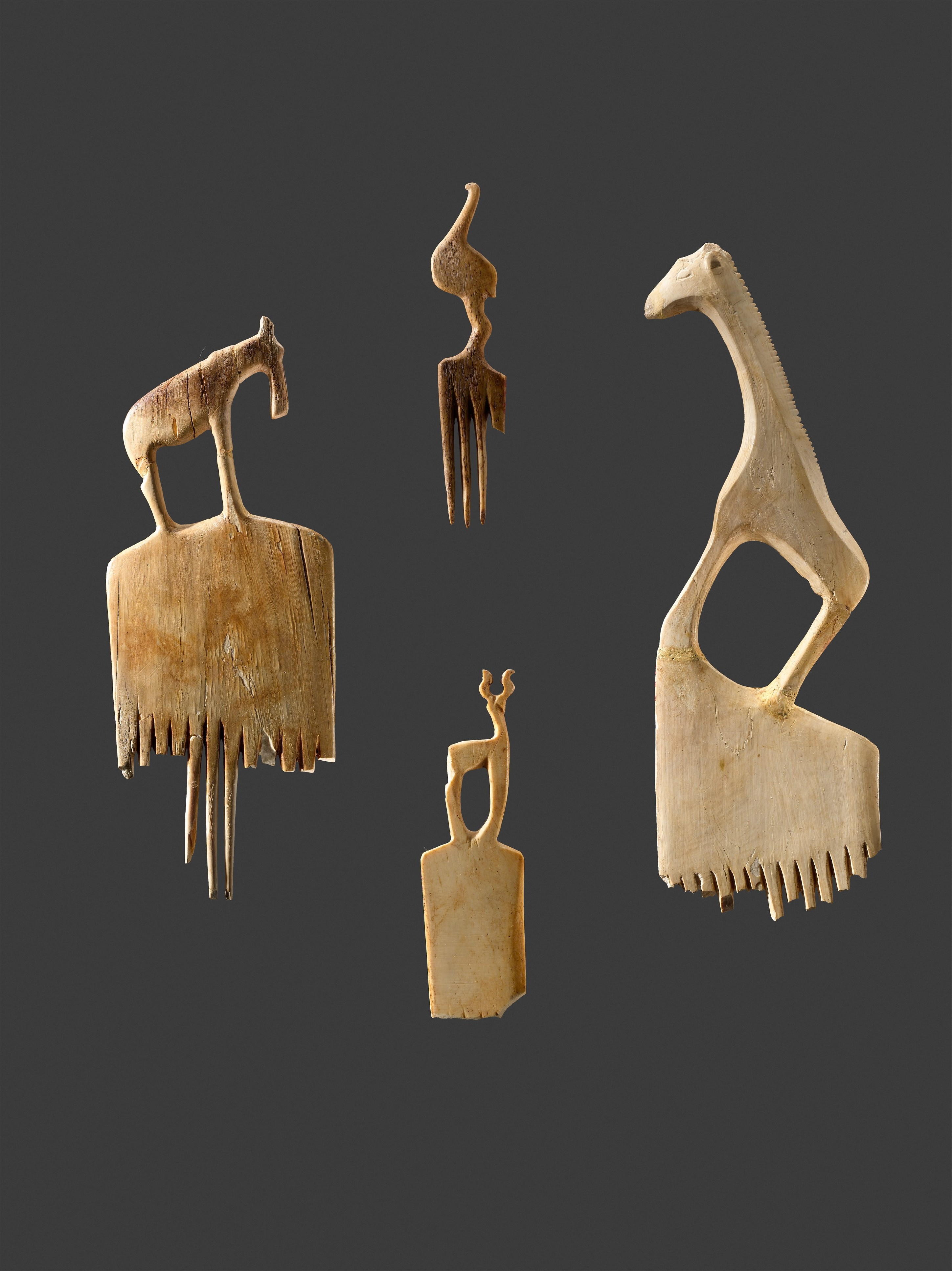
أمشاط الحياة البرية. عاج. أواخر نقادة الأولى-بدايات نقادة الثانية. متحف المتروبوليتان للفنون

## نقادة الثانية

### تاريخ
شهدت الفترة زيادة الجفاف وأصبحت الزراعة في وادي النيل المصدر الرئيسي للغذاء.
تعتبر ثقافة نقادة الثانية (3500-3300) [أو جرزية، من موقع الجرزة / ثقافة الجرزة] في بعض الأحيان ما قبل الأسرات بنفس طريقة نقادة الثالثة، ولكن وفقًا لقديم واختزالية، كما لو كانت هذه الثقافة تحمل بذور مجتمع تهيمن عليه السلالات المتعاقبة.
يصبح المجتمع الرعوي هرميًا، ويعيد تجميع صفوفه حول منشآت صلبة. تم استبدال عادة البناء في القصب بحقيقة البناء في طوب التراب الجاف. يتم تخزين الحبوب، التي يتم إنتاجها بكميات أكبر، في مخازن الحبوب والصوامع المبنية على ارتفاع. هذا يفترض وجود شركة قادرة على جمع وإعادة توزيع الحبوب. وهذا ما يبرر على الأرجح ظهور النخبة التي تكشف لنا القبور. تتجلى هذه الظاهرة بوضوح في هيراكونبوليس، وسط مصر العليا. تم التنقيب عنها على حدود مصر الوسطى ومصر السفلى (الجرزة). السمة المشتركة هي أنه بينما يشير ظهور العناصر الأجنبية في نقادة الأولى إلى التجارة بعيدة المدى، فإن نقادة الثانية تتوسع بالفعل ويظهر تأثيرها من أبو سمبل إلى الركن الشمالي من دلتا النيل. يسبق مباشرة الفترة التاريخية الأولى لمصر، نقادة الثالثة.
تم بناء هذه المدن الأولى في وادي النيل، المتواضعة إلى حد ما (أقل من 10 هكتارات)، عند مفترق طرق (مسار واحة النيل) وعلى مناطق طبيعية (كوم): لقد نجوا من الفيضانات ؛ أخيرًا، تم تسجيل المباني الحجرية داخل العبوات في الكاب وهيراكونبوليس وإلفنتين وأبيدوس. تتخصص المساحات حسب وظيفتها (منطقة مقدسة، مساحة إدارية، موطن). ترك المعبد آثارا في هيراكونبوليس. تضاعف عدد سكانها في أقل من قرن (3600-3500)، بينما هُجرت القرى. إنه مؤشر على نزوح سكان الريف، ربما بسبب الجفاف المتزايد. دفن نخبة «أميرية» في مقابر كبيرة محاطة بمجمعات معمارية. يتوقف تأثير هيراكونبوليس في نهاية فترة نقادة الثانية، حوالي عام 3300، لصالح أبيدوس، حيث نرى ظهور قوة ملكية واضحة.
تتطور السمات الثقافية لنجادا وتتطور تدريجياً شمال الوادي (المعادي). يظهر الخزف ذو الزخرفة الداكنة على عجينة خفيفة، تمثل دائمًا صيد السهوب والسافانا. يطور هذا الديكور أيضًا موضوع الملاحة. مما يدل على شدة علاقة الحياة بالنهر. هذا موضوع أساسي يمكن العثور عليه في اللوحات الجدارية لمقبرة هيراكونبوليس (القبر 100). تتطور بنية الأرض والطوب الطيني (مقابر نقادة الثانية والثالثة). بالإضافة إلى ذلك، توجد حبات من الحجر الأملس المزجج أيضًا في بعض العقود الثمينة.
الأدوات الحجرية، على الرغم من أنها لا تزال قيد الاستخدام، انتقلت من البناء ثنائي الوجه إلى اللمعان المنحني. يستخدم النحاس في جميع أنواع الأدوات وظهر التسليح النحاسي الأول، الأحقاد. تستخدم الفضة والذهب واللازورد والخزف في الزينة، وقد بدأت اللوحات المستخدمة في رسم العيون منذ فترة بداري تزين بنقوش بارزة منخفضة.
إذا كانت هذه الثقافة تنتمي، قبل حوالي عام 3500، إلى منطقة ثقافية مصرية نوبية، يتم التمييز بعد ذلك. أولئك الذين يزرعون القمح والشعير في مصر العليا والوسطى أصبحوا مستقرين. بينما في النوبة السفلى تتناقص الحبوب. وفي اتجاه الخرطوم، يفسح مزارعو الذرة الرفيعة والدخن الطريق أمام الرعاة وصيادي السافانا. وهكذا يحافظ هؤلاء الرعاة والصيادون على استقلاليتهم، في حين يخضع المزارعون للانضباط وإيقاع الضرائب.
تشهد هذه الفترة (نقادة الثانية) ظهور الرؤساء أو الملوك الذين تم تصنيفهم في الأسرة المصرية الصفرية والذين يعيش آخر أعضائها في نهاية نقادة الثالثة، مع العلم أن الأسرة الأولى، من جانبها، تتوافق مع الوقت التالي، العصر الثيني (حوالي 3150 - حوالي 2700 قبل الميلاد). حدث صعود النظام الملكي في أبيدوس خلال فترة نقادة الثالثة، مع أول الشهادات الكتابية.

### الانتشار
كانت نقادة الثانية، التي تكشفت في منتصف الألفية الرابعة، بمثابة نقطة تحول في تطور مصر ما قبل الأسرات، حيث تغطي بالفعل كل مصر وخلق الشروط المسبقة لحضارة الدولة اللاحقة. بالإضافة إلى الإمداد المنتظم بالحبوب والحليب واللحوم، توسع الإنتاج بالنسيج والفخار. كما أن عدد السكان، الذي يظهر قفزة ديموغرافية بين المزارعين الراسخين، يتزايد باطراد بسبب هجرة البدو من الوديان المجاورة. تم تشكيل مجتمعات أصغر. أدت الزيادة في إنتاجية العمل إلى وجود فائض ثابت في المنتج، مما أدى إلى زيادة التمايز الاجتماعي. إنها الثقافة الأولى التي أقامت علاقات مع الدول الأخرى، بينما امتدت شمال جبل سيليزيا إلى وادي النيل بأكمله وتوغلت أيضًا في الدلتا. تشير بعض الزخارف الفنية وبعض العمليات التقنية إلى وجود علاقة ثقافية مع بلاد ما بين النهرين. تم العثور على مقبض من عاج السكين (وفقًا لبعض المصادر، فرس النهر) بالقرب من جبل الأراك اليوم في متحف اللوفر، وهو يصور مشاهد الصيد والقتال مع أشكال تخريمية رائعة الصنع، إلى جانب فكرة معروفة جيدًا في بلاد ما بين النهرين، بطل يحمل الأسود الرقبة، ومعركة السفن المقوسة متعددة الرؤوس المعروفة باسم الأواني الفخارية المطلية مع بوارج بلاد ما بين النهرين ذات الأنف الرأسي. ومع ذلك، وفقًا للحالة الحالية للبحث، لم تكن هذه العلاقة عميقة من شأنها أن تنطوي على تبني الثقافة، ولكن فقط عدد قليل من الزخارف من بلاد ما بين النهرين كانت منتشرة على نطاق واسع. تطورت تركيزات سكانية كبيرة مثل نخن، قبطس، نقادة، وأبيدوس.

### سمات
ما يميزها عن المرحلة السابقة هو في المقام الأول استبدال الزخارف غير التصويرية والحيوانية بزخارف تصور حيوانات وأشخاص وأشياء زخرفية. الأنواع الجديدة من السيراميك هي «السيراميك الخشن» و«البضائع ذات العلامات التجارية» المعروفة سابقًا ولكنها أقل شيوعًا. تم استبدال الخزفيات القديمة الداكنة القائمة على طين النيل، والمطلية بشكل متزايد بالطلاء الفاتح، بشكل دائم بأواني فاتحة اللون مصبوبة من طين مارلي الصحراوي. تم تزيينها بطلاء غامق. تم الاحتفاظ باللون الأساسي الغامق فقط من خلال الأواني المصنوعة من الحجر، حيث لا يمكن تغيير لون الديوريت، كما لم يتم رسمها. «الفخار الخشن» هو طين نيلي ممزوج بالحجر الجيري المسحوق، مما ينتج عنه إناء بني مائل إلى الأصفر. من هذا صنعوا مزهرياتهم «مكشكشة الأذن». نمط الفخار موحد للغاية، وربما صنع فقط في عدد قليل من «المراكز الصناعية» الكبيرة ثم «انتشر» عن طريق التجارة.
يظهر التطور السريع في معالجة الأحجار من خلال التصميم المتطور بشكل متزايد لأنواع مختلفة من الأحجار مع اختيار دائم التوسع. كانت الجرار الحجرية ذات المقابض والأوعية الدائرية نصف الكروية مصنوعة من الحجر. يمكن ملاحظة أن بعض المنتجات الخزفية والأواني الخشبية المنحوتة صنعت على نمط الأواني الحجرية ثم جرت محاولة لتطبيق نقش على الحجر عن طريق الطلاء. ظل تداول الخزف الحجري على قيد الحياة حتى في عصر المملكة المصرية القديمة، حيث عُثر على قطع من حوالي 40.000 قطعة حجرية في قبر زوسر.
لا تزال المنحوتات المصنوعة من الجرانيت والصخر الزيتي متقنة، وتلك المصنوعة من العاج أرقى. خلال هذا الوقت تم تطوير فن الإغاثة العميقة، الذي كان يعمل في البداية على العاج ثم على الحجر. هذه هي الفترة الأخيرة التي تكون فيها الثقافة موحدة، حتى في المناطق الواقعة جنوب الساد الأول. لم تنفصل الثقافات النوبية في هذا العصر، والتي امتدت جنوبًا حتى الخرطوم، بشكل حاد عن المصريين. من المحتمل أن تكون تجارة المقايضة تتم بحرية - فيما يتعلق بفلسطين والنوبة وشبه جزيرة سيناء - في جميع أنحاء الإقليم. تظهر تماثيل لمراكب منمنمة بها العديد من المجاديف، مع كبائن كبيرة في المنتصف. إن الزخرفة المميزة لسفينة نقادة الثانية المرسومة على الخزف شائعة في مرفقات المقابر، وتظهر بشكل متكرر على النقوش الصخرية. تُظهر صور السفن هذه تطورًا خالٍ من الكسور من قبر 100 الصلب إلى قبر خع سخموي (U-V) الذي يعود إلى عصر ما قبل الأسرات، حيث تم بالفعل دفن السفن الحقيقية بجوار الحاكم. يمكن أن يكون هذا مصدرًا لتكوين أشعة الشمس.
تتوحد أشكال اللوحة، وينتشر الشكل البيضاوي أكثر فأكثر. يتم الاحتفاظ بالألواح على شكل حيوان وتزيين سطحها بالفعل لجعلها تبدو أقرب ما يمكن إلى النموذج. تتميز اللوحات البيضاوية بزخارف ذات طابع حيواني بالإضافة إلى مشاهد الصيد. ومع ذلك، بحلول نهاية العصر، كانت المنصات في اتجاه هبوطي. كانت زخرفة اللوحة التصويرية خطوة مهمة نحو تطوير الكتابة. وبالمثل، انتشار بكرات الختم، والتي يمكن من خلالها عمل نمط صف طويل. تعتبر لوحة بوتو واحدة من أهم ذكريات طريق الكتابة. أدت الصادرات الثقافية لنقادة الثانية إلى خلق ثقافة المعادي في مصر السفلى.
ظهرت المعادن الثمينة أيضًا. ربما كان الذهب منتجًا ثانويًا لتعدين الصوان، لكن الفضة النقية لم تكن معروفة بعد. بدلا من ذلك، تم استخدام الذهب الأبيض النوبي. استخدمت المعادن الثمينة والأحجار الكريمة وشبه الكريمة في صناعة اللؤلؤ والتمائم.

### تجارة
سمحت التجارة البعيدة بظهور السلع من الأراضي البعيدة أكثر فأكثر، ليس فقط اللازورد المبعثر ولكن أيضًا الذي يستخدم بشكل متكرر، والمصدر القديم الوحيد المعروف هو في شمال شرق أفغانستان (بادحسان). في الجنوب، ارتبطوا بالفعل بالمجموعة النوبية أ، التي درسها جورج أندرو ريزنر. جلبت التجارة المكثفة أيضًا طفرة في تجارة النحاس، واستخدمت بشكل متزايد لصنع سلع استهلاكية أكبر. لقد تم استخدامه بالفعل لصنع أواني أكثر تطلبًا من السكاكين وحتى الفؤوس. ومع ذلك، لم يتضح بعد ما إذا كان المحور النحاسي يمثل رمزًا للحالة أو جهازًا فعليًا للاستخدام. النحاس المنتج بتقنية العصر - الطرق على البارد، المطرقة - ذو جودة رديئة، يتكسر بسهولة، ويحافظ على حافته لفترة قصيرة فقط.
في الأصل، كان النحاس يستخدم كزينة، أو في نحاس الفاكهة الخام، أو في شكله البارد. أدى التحول إلى استخدام النحاس في المحاصيل القائمة على الزراعة إلى حدوث طفرة. لا يعني ذلك أن الأداة النحاسية كانت أكثر متانة أو أكثر صلابة. علاوة على ذلك، فهي أقل ملاءمة للأعمال التي تم استخدامها من أجلها من الحجر. الأدوات النحاسية سهلة التصنيع، ويمكن إصلاح التآكل بسهولة وبسرعة، كما أن إنتاج أداة جديدة يتطلب جهدًا أقل بكثير. في وقت لاحق، أتاح التطور التقني لحرق السيراميك الفرصة لمراحل معينة من معالجة النحاس. بالإضافة إلى ذلك، كانت الأدوات الأولى، الباردة المزورة من نحاس الفاكهة، هشة (بسبب التزوير على البارد)، ومن السهل كسرها. من ناحية أخرى، سرعان ما نما النحاس ليصبح رمزًا للمكانة، وازداد انتشار الأدوات النحاسية. في الواقع، في العصر النحاسي، تم صنع العديد من الأشياء غير المعدنية لتشبه نظيراتها المعدنية قدر الإمكان - على سبيل المثال، فقدت الأواني الفخارية فجأة رسوماتها وزخارفها، وعندما صقل بسلاسة، تم تشكيلها في أشكال تشبه النحاس . يشار إلى هذا صراحة من قبل البعض على أنه «صدمة معدنية». الأدوات الأقل ثراءً المستخدمة مصنوعة من مواد تقليدية بدلاً من الأشياء النحاسية باهظة الثمن، ولكن أقرب ما يمكن إلى الأشياء النحاسية. تم استخدام الأداة النحاسية في الغالب للأنشطة التي لا يجب أن تكون صلبة وحادة. كانت الأواني المعرضة لضغط جسدي شديد مصنوعة من الحجر لفترة طويلة جدًا - حتى العصر البرونزي.
زاد الطلب على خامات النحاس ومعادن النحاس في المحاصيل المروية في الشرق القديم، مما أدى إلى ازدهار التجارة. لا يوجد ابدا خام النحاس في وديان الانهار. ويترتب على ذلك، في جملة أمور، أن المعرفة الأساسية بمعالجة النحاس لا يمكن أن تأتي بأي حال من بلاد ما بين النهرين أو مصر، ولكن من المناطق التي تم الحصول منها على خام النحاس الخام والمنتجات النهائية. وهكذا، بالفعل في الثامن. خلال الألفية كانت الكرفانات والمستوطنات التجارية وحتى بعض القبائل المتخصصة في هذا المجال. كانت أقدم رواسب النحاس في الأناضول وحول بحيرة أورميا.
سمح انتشار النحاس وتوافره بسهولة بزراعة مساحات أكبر، وهو ما كان ضروريًا حيث كان لابد من توفير الحرفيين وصندوق بديل للتجارة، الذين قاموا بتسويق معادن النحاس الخام والنحاس المعالج والأدوات النحاسية النهائية. أصبح النحاس، الذي ظهر في وقت مبكر فقط في شكل مجوهرات وزخارف، لا غنى عنه، وسرعان ما استخدم كمقياس للقيمة.

### مجتمع
كان مجتمع نقادة الثانية بالفعل في المرحلة الثانية من التقسيم الاجتماعي للعمل، أي تم فصل الحرفيين والتجار والسكان الزراعيين. كان المحصول الفائض كافياً بالفعل لبدء تجارة مقايضة واسعة النطاق لتزويد الحرفيين غير المشاركين في الإنتاج الغذائي المباشر. أنتج مصنع الجعة الموجود في نخن ما يكفي من الجعة لإطعام ما لا يقل عن مائتي شخص يوميًا، وهو ما يفترض احتياطيات اقتصادية كبيرة. ومنذ ذلك الحين، تم تصنيع السلع الكمالية والحلي والمجوهرات، مما يشير إلى الإمكانيات المالية لجزء من السكان على الأقل.
تمركز السكان في مراكز سياسية أكبر وأكثر ثراءً، حيث تشكلت الطبقات القيادية وربما نوعًا من الدولة البدائية. ربما تم الحفاظ على المناطق الأولى للسلطة في النظام الانفصالي اللاحق.
أدت العلاقات التجارية المستمرة والاقتصاد النامي إلى التقسيم الحتمي للثروة الذي نشأ على أبعد تقدير بالنسبة إلى نقادة الأولى، ولكن في ذلك الوقت لم يتضح هذا بعد في القطع الأثرية للمقبرة. أصبح صدام مبادرات الدولة المنظمة حول مراكز مختلفة أمرًا لا مفر منه، حيث اجتمعت مجالات الاهتمام في وادي النهر بمساحة إنتاج محدودة عاجلاً أم آجلاً. نمت السيطرة على طرق التجارة إلى نشاط مربح. يمتد نقادة الثانية إلى أقصى الشمال - ربما كانت هذه بداية محاولات مصر العليا لتوحيد وادي النهر. ربما لعبت نية السيطرة على أطول جزء ممكن من طريق القوافل دورًا في ذلك.

### بناء
نحن نعرف القليل عن ظروف السكن لأن البقايا السكنية نادرة حتى من هذا العصر. ومع ذلك، تشير بقايا جدار نقادة ونخن إلى أنهم ربما عاشوا في منازل مستطيلة ذات جدران من الطوب الطيني والتي كانت بالفعل أكبر من تلك الموجودة في العصر السابق. ويؤكد نموذج منزل نقادة الثانية الذي تم العثور عليه في العمرة هذه الفرضية.
مبنى صعب، وفقًا للفرن الموجود فيه، ربما كان أيضًا ورشة حرفية، كان حجمه 4 × 3.5 متر. احترقت هذه الورشة ولم تعد مستخدمة، لذلك بقيت في الموقع. غرقت قليلا في الأرض، كومة مربعة. الأجزاء السفلية من الجدار مبنية من الطوب اللبن، الأجزاء العلوية من الخوص المغطى بالجبس. كما تحتوي على شرفة أرضية مثبتة بأعمدة خشبية.

### دفن
كانت هناك مدافن بسيطة في الغالب في موقع النوع، الجرزة. المدافن في حالة جيدة وهناك العديد من المومياوات الطبيعية. تظهر بعض الجثث آثار تدخلات ما بعد الوفاة. تمت إزالة الأعضاء الداخلية، والتي ربما كانت الخطوة الأولى في التحنيط الواعي. معظم ملحقات القبر من الخزف والحجر والمجوهرات واللوحات. كما تم اكتشاف العديد من اللآلئ النيزكية، والتي تعد أقدم بقايا معالجة الحديد.
صنفت المقبرة من قبل بيتري على أنها تنمية ثقافية مستقلة. ومع ذلك، فإن مظهرها جزء من التوسع الشمالي لثقافة نقادة، لذا فإن معظم فترة مقبرة جزره تنتمي إلى فترة نقادة الثانية. تقع مقبرة مقبرة تي في نقادة على بعد أقل من 150 مترًا من نوبيت. وهي مقسمة إلى فترتين محددتين جيدًا. في النصف الأول من نقادة الثانية، كانت مقبرة النخبة ذات المرفقات الغنية بالمقبرة. مقابرهم المبنية من الآجر الطيني مستطيلة الشكل، وتتكون من حجرة واحدة أو غرفتين متصلتين بأفنية.
لوحظ تراجع المقبرة تي من حيث ثراء ملحقات القبر بشكل جيد عندما بدأ الدفن في أم الجعاب، وهي مقبرة في أبيدوس، على بعد ستة كيلومترات جنوبها. تم إنشاء أهم منطقة دفن في نقادة الثانية هنا، تسمى بكير في مصر القديمة. تم دفنهم في المقبرة في وقت مبكر من وقت نقادة الأولى، ولكن بحلول هذا الوقت تضخمت إلى أبعاد هائلة، وبينما لم يكن هناك الكثير من الآثار للانقسام الاجتماعي من قبل، كانت منطقة النخبة قد تشكلت في هذا الوقت. استمرت الشرائح الدنيا والفقيرة في المجتمع مدفونة في حفر رملية ضحلة، بينما كانت النخبة موجودة بالفعل في مقابر مبنية تذكرنا بالمساكن. عادة، تتغير ممارسات الجنازة ببطء. في البداية، يتم تمييز الدفن الغني عن الأفقر فقط من خلال عدد وحجم مرفقات القبر، مع القليل من العلامات على التمايز الاجتماعي، ولكن لا يزال أكثر بكثير مما كان عليه في نقادة الأولى. في المرحلة الثانية، يظهر مظهر القبور بملاحق أكثر ثراءً تفرقة في الملكية. وبالمثل، فإن مظهر السكاكين النحاسية والصوان. توجد رموز القوة مثل الصولجان. تكون رؤوس الصولجان دائمًا كمثرى أو كروية الشكل، على عكس صولجان نقادة الأولى على شكل قرص.
نشأت الغالبية العظمى من أكثر من 3000 مقبرة تم التنقيب عنها في هذه القرون الثلاثة. يشير هذا إلى أن نوبيت ربما اندمج في مركز قوة آخر خلال تلك الحقبة، ويخضع لحكم أبجو القريبة. أصبحت أبجو مدينة ذات أهمية متزايدة وأكبر، بينما دخلت نخن المعاصرة، وهي أكبر مستوطنة في عهد نقادة الأولى، فترة من التدهور. إذا افترضنا أنه في هذا الوقت عملت المستوطنات بالفعل كنوع من مركز الدولة، يمكن استخلاص عدة استنتاجات من هذا. إما أن حكام نيهين نقلوا مقرهم إلى أبجو التي احتلوها، أو أنه عمل كمنافس لأبيو نيهين وأثبت أنه أقوى.
في بكير، تبنت النخبة تدريجياً مفهوم مقبرة مربعة صعبة في فترة نقادة الثانية. تم تصميم هذا النوع من القبور على غرار منازل نخن في ذلك الوقت، وتم أخذها من مقبرة تي في نقادة: الحفرة المربعة المحفورة في الأرض كانت مبطنة بالطوب الطيني. احتوت المقبرة التي تحمل علامة U-j بالفعل على اثنتي عشرة غرفة في نهاية العصر وتحاكي على وجه التحديد منزل فناء داخلي مع مصلى خاص به. ربما تكون هذه علامة على أن الدافع وراء الحياة الآخرة في هذا العالم هو أن الوجود بعد الموت هو استمرار مباشر للحياة على الأرض، وبالتالي فإن الموتى يحتاجون إلى منزل. تم فصل حجرة الدفن عن غرف الذبيحة والتخزين. كانت بعض المرفقات لا تزال موضوعة بجوار المتوفى، ومتعلقات شخصية أصغر حجمًا، ومجوهرات على الرأس، وحاويات كبيرة في القدم. يمكن ملاحظة أن الأشياء اليومية الموجودة في المستوطنات تختلف عن مرفقات المقابر الموجودة في المقابر، لذلك قد يكون الإنتاج قد تم بالفعل لغرض الدفن.
هذه «المدافن المكدسة المربعة» هي نسخ محلية لمقابر بسيطة محفورة بالرمال وتلال ذات نمط نوبي وهي أسلاف مباشرة لشكل مقبرة المصطبة. كان هذا التغيير في العادات الجنائزية أحد الأسباب التي دفعت بيتري إلى طرح تأثير بلاد ما بين النهرين المباشر. تظهر على أسطح الجدران الخارجية للمقابر الزخرفة العميقة للوحة، وهي السلف المباشر لواجهة القصر المتأخرة، والطوب نفسه، ونسخته المحدبة، والتي كان يعتقد أنها نشأت في بلاد ما بين النهرين. بالإضافة إلى ذلك، فإن ظهور الفسيفساء الزاويّة والكتابة ورؤوس الصولجان عززت أيضًا فكرة تأثير بلاد ما بين النهرين. كتب لازلو كاكوسي عن تأثير بلاد ما بين النهرين فيما وراء العلاقات التجارية، الصراع العسكري أو نسبة أعلى من الهجرة إلى بلاد ما بين النهرين أصبحت الآن أقل احتمالية، والتغييرات حول 3400 تعتبر مستوطنة.
في البداية، عادة ما يتم دفن شخص واحد في قبر، والجنازات الجماعية نادرة. استخدام التابوت غير منتظم، وأحيانًا بدون نعش حتى في المقابر الأكثر ثراءً، يُعرف أول دفن على قماش من مقبرة أديما. يختفي الدفن ذو جلد الحيوانات أيضًا، وتوضع الجثة أحيانًا في سلة من قصب السكر بدلاً من ذلك. على عكس الممارسة السابقة، لم يعودوا يهتمون بتوجه المتوفى، فقد تم وضعهم في حفرة القبر على أساس مخصص. بدلاً من الدفن الانفرادي لنقادة الأولى، أصبحت المدافن الجماعية أكثر شيوعًا. أثناء الاحتفالات، وُضعت أجزاء من الجسد منفصلة في القبر. هناك أيضًا علامات على التضحية البشرية الطوعية، والتي سوف تتحقق في القبر O.

### العلاقات السياسية
خلال هذه الفترة، تم إنشاء دول المدن الحقيقية. ربما توجد مساحات أكبر أيضًا. تم استبدال نخن بـ نوبيت، «المدينة الذهبية». وفقًا لبعض الآراء، كان ست هو الإله المحلي لنوبيت، لذا فإن أسطورة أوزوريس وأساطير حورس قد ترث شفاعات نوبيت ونخن. لم يتم العثور على أي آثار أثرية للحروب في هذه المرحلة - باستثناء بعض اللوحات الخزفية التي تم تفسيرها على أنها موضوعات حرب وعلى عكس نقادة الثالثة المباشر - لذلك ربما كان هناك اتصال طوعي بأغنى مراكز القوة. ومع ذلك، من الممكن أيضًا تصور أن الثقافة التي نطلق عليها اسم نقادة الثانية اليوم ليست مرتبطة بمنطقة نوبيت - أبيدوس على الإطلاق، ولكن نخن نفسه كان دائمًا مركزها. في هذه الحالة، يمكن تحديد حدود ولاية نجم الثانية بدقة تامة: تراوح تأثيرها السياسي من مدينة سو (أسوان) إلى مدينة سيوكس (ليكوبوليس)، ولكن يمكن إثبات الثقافة نفسها حتى في الجزء الشمالي الشرقي من الدلتا (منسات أبو عمر).
يبلغ حجم قلعة نقادة في الجزء الجنوبي من المدينة 50 × 30 مترًا، على الرغم من أن وظيفة هذا الهيكل، والتي تعد ضخمة مقارنة بعمر العصر، متنازع عليها، إلا أنها قد تكون أيضًا كنيسة أو مقرًا ملكيًا . الجزء الجنوبي من المدينة نفسه مسور بجدران بسمك مترين. يقع مصلى نخن في منطقة مسيجة بمساحة 300 × 400 متر. من المحتمل أن يُظهر إفقار مقبرة تي في نقادة والصعود الموازي لأم الجعاب أن «المدينة الذهبية» (مشتق من كلمة نسوبتي المصرية القديمة) قد فقدت سيادتها على أبجو المجاورة. اكتسبت «دولة» نقادة الثانية، أينما كان مركزها، وفقًا لمقياس العصر، ثروة هائلة، كما يتضح من التطور الأسي للفنون. اكتسب النحت الصغير والزخرفة البارزة الشكل النهائي، والذي ظل بعد ذلك من سمات الفن المصري، من خلال زيادة تطوير ميزات الأسلوب السابق.

### معرض نقادة الثانية

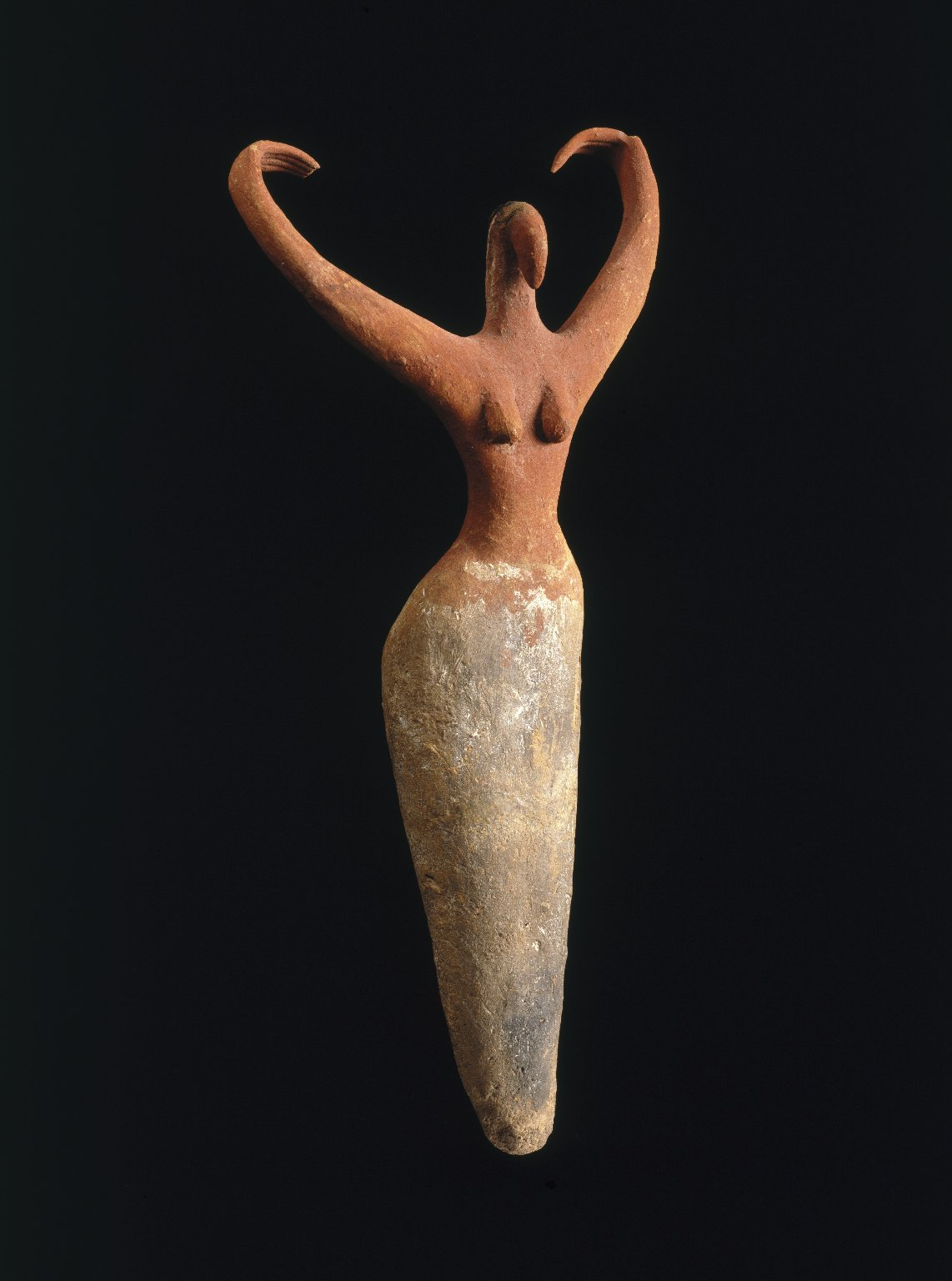
شخصية امرأة. الطين المطلي. ارتفاع 29,2 سم. متحف بروكلين
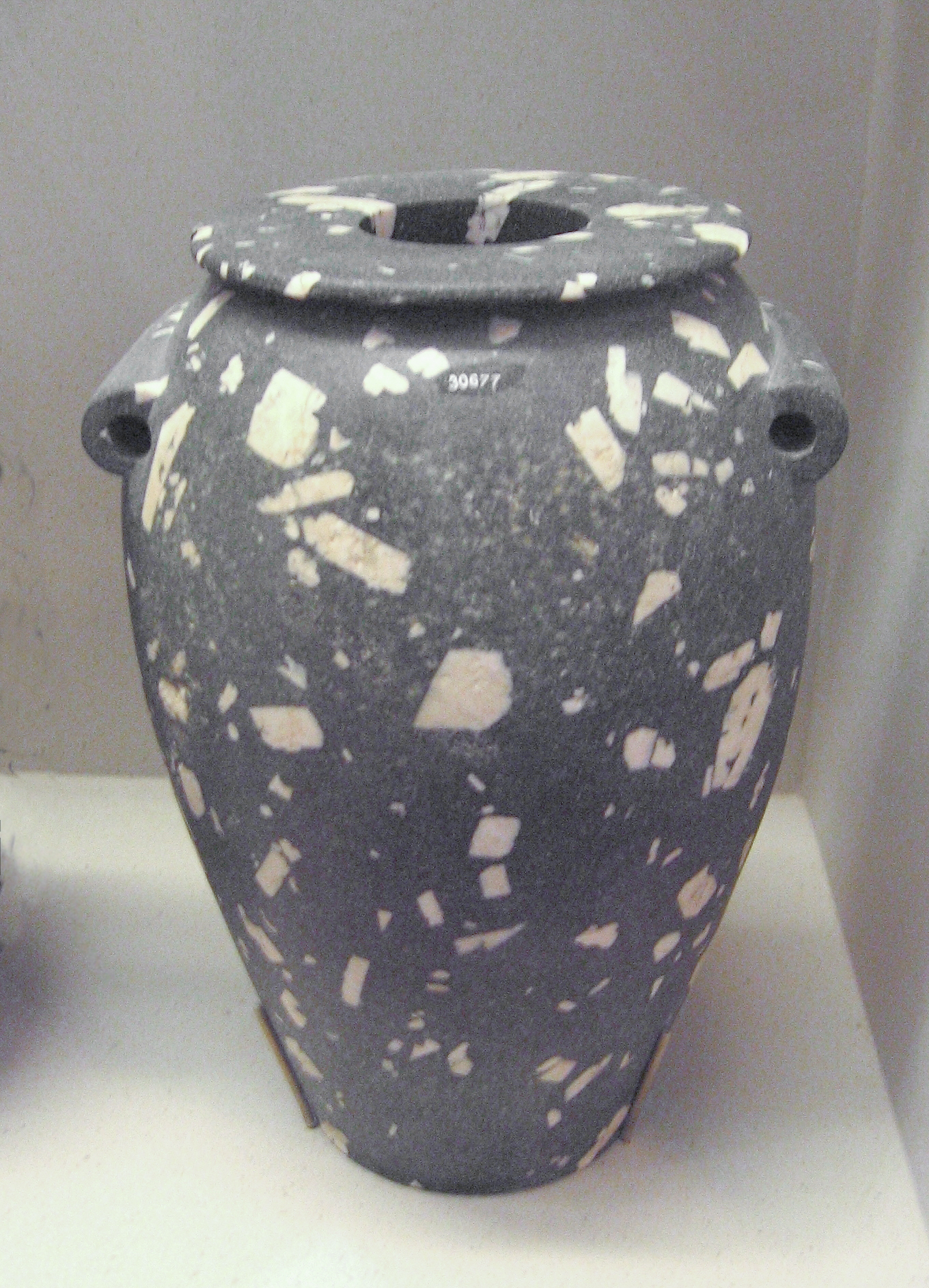
مزهرية. حوالي 3500 ديوريت، ارتفاع تقريبًا. 30 سم. المتحف الميداني للتاريخ الطبيعي
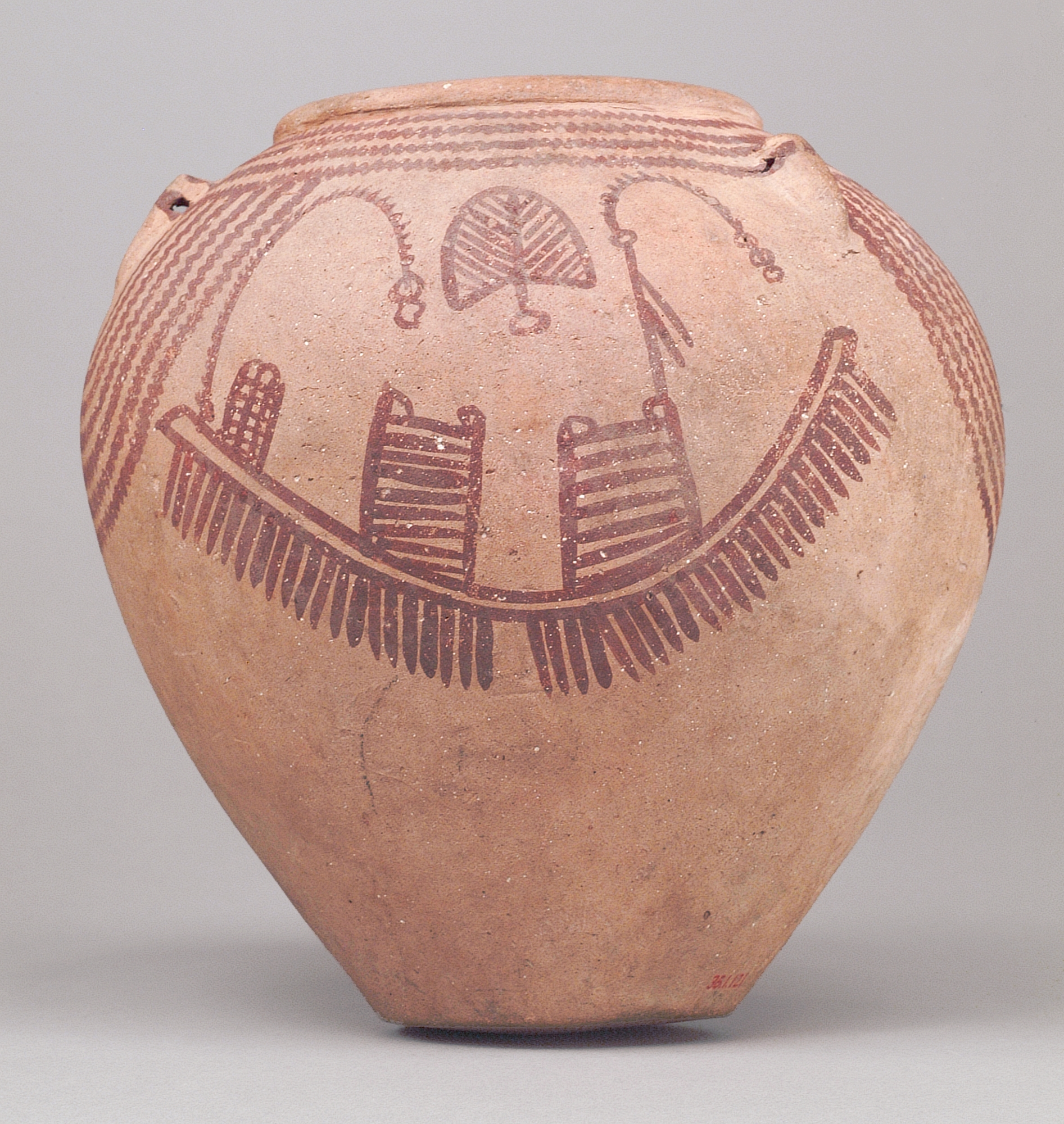
إناء جنائزي. الديكور قائم على اللوحات الجرافيكية: قوارب،[9] ارتفاع 20 سم. متحف المتروبوليتان للفنون
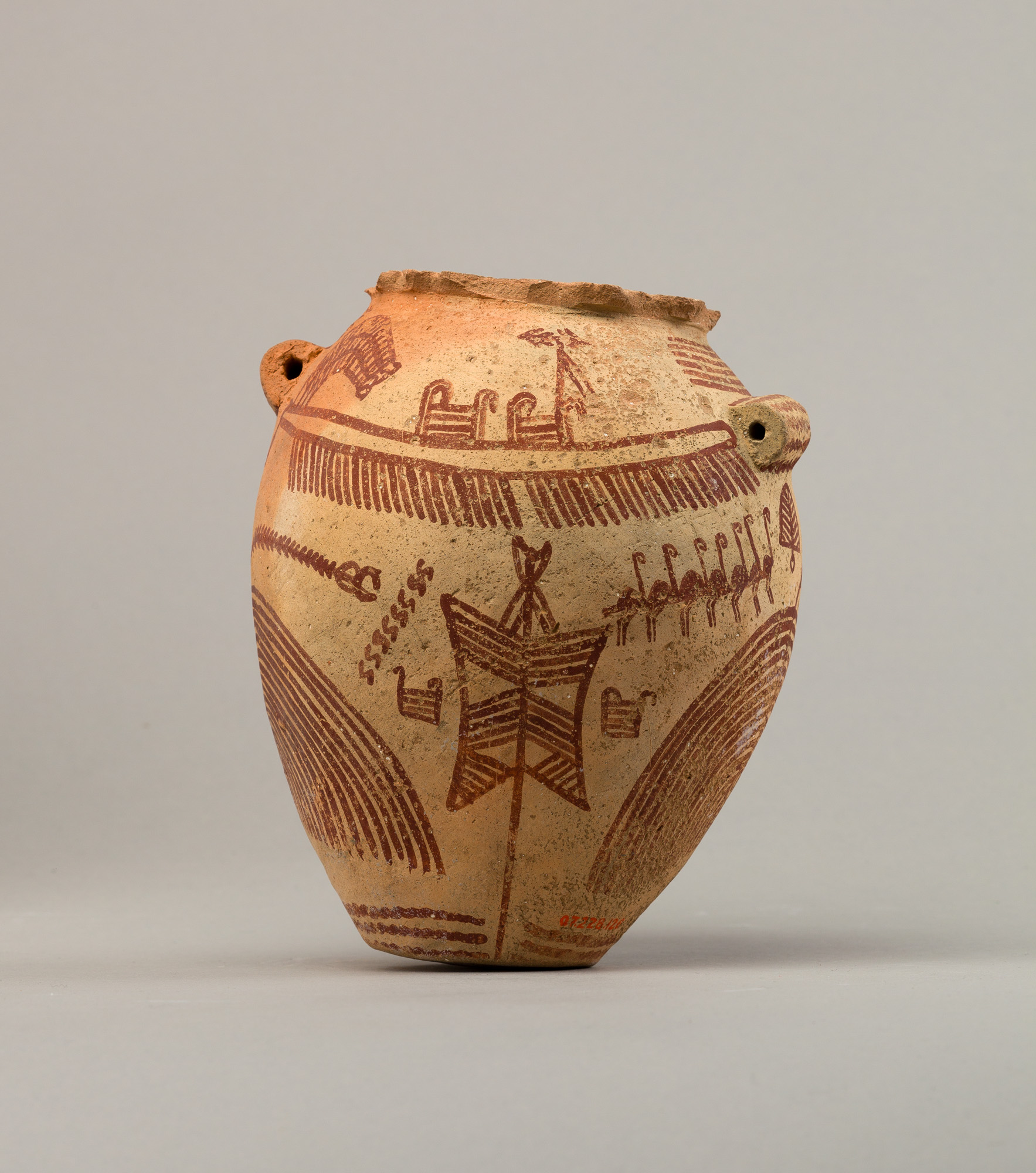
إناء جنائزي: قارب وطيور وملابس (جلد) لتغطية الموتى ، ممتدة على أعمدة. متحف المتروبوليتان للفنون
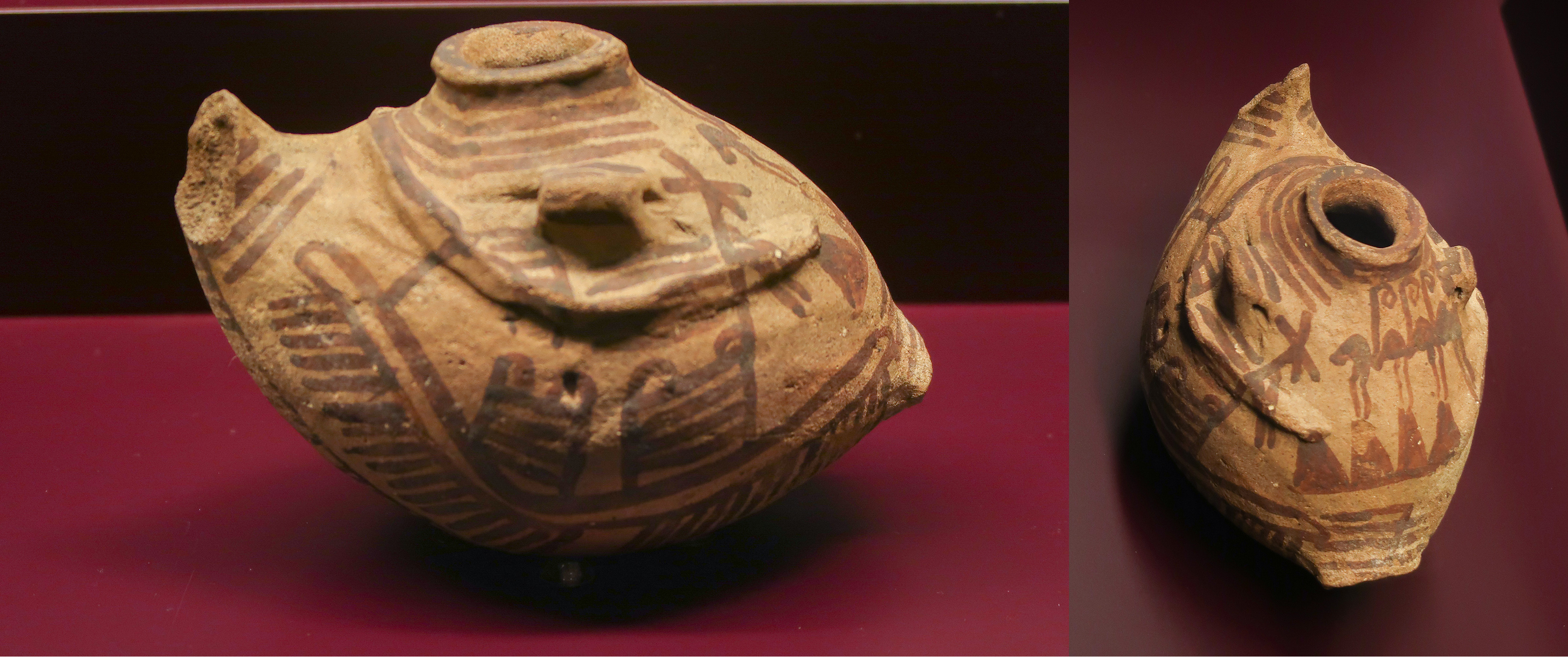
إناء جنائزي على شكل طائر مزين بقارب وطيور النحام. متحف الملتقى

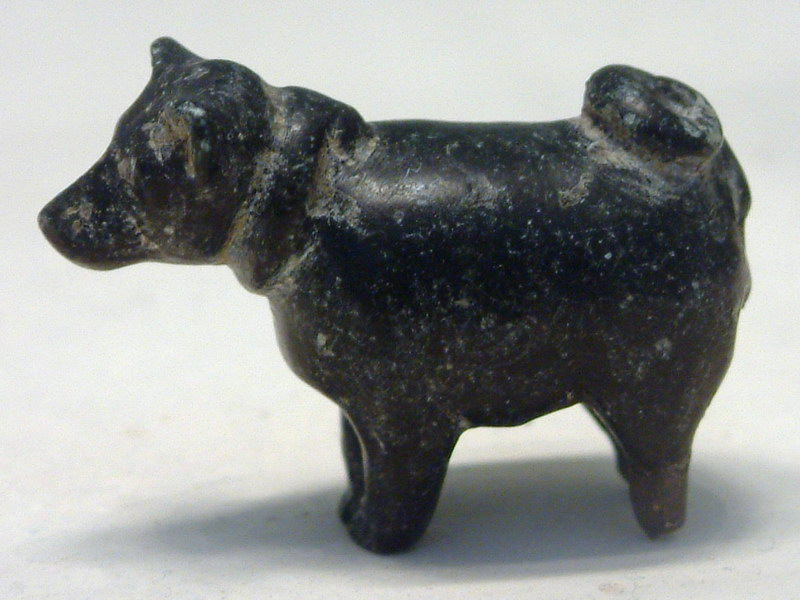
تمثال الكلبة. كلوريت, ارتفاع 2,75 سم متحف اللوفر
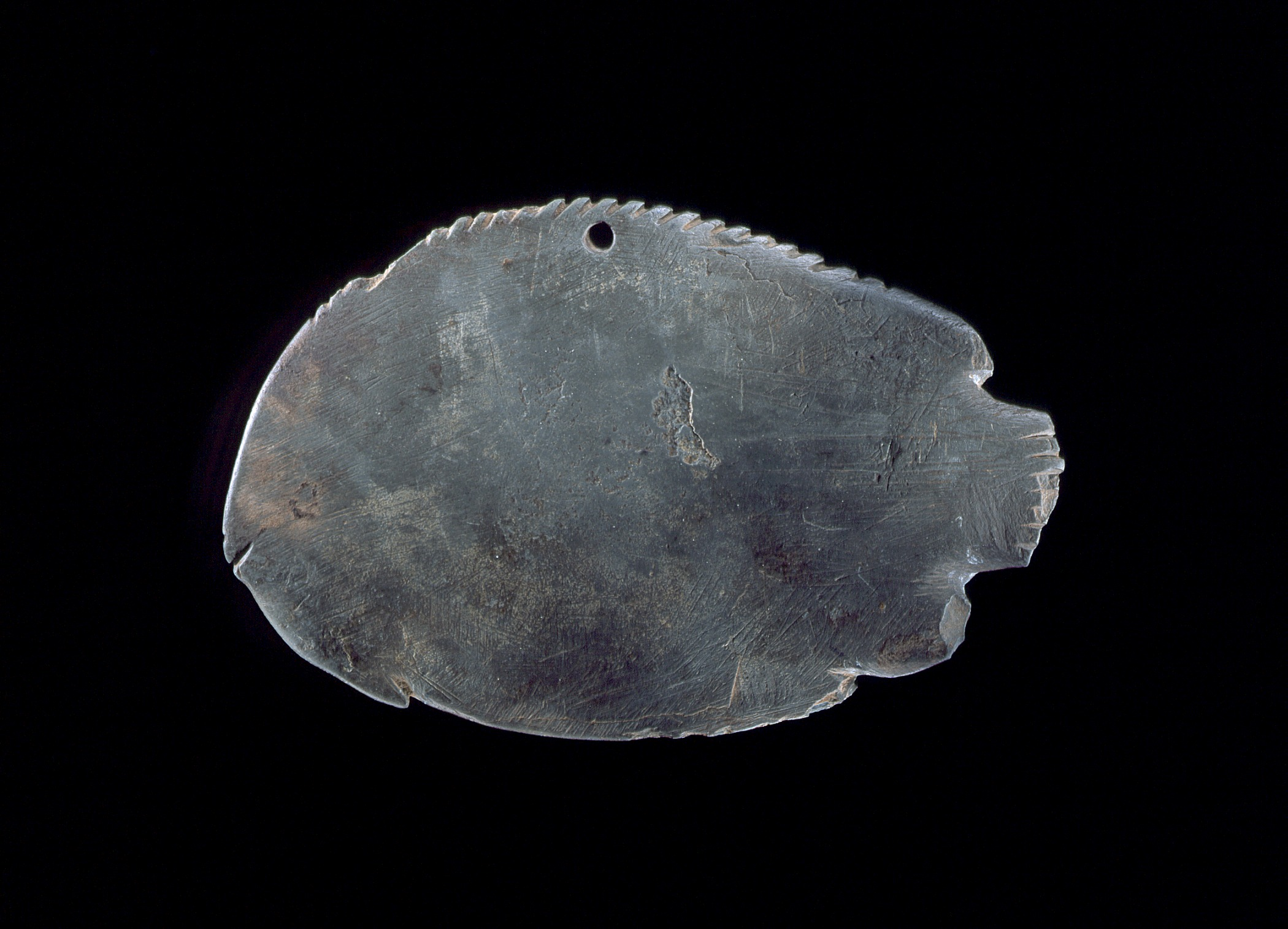
لوحة مكياج على شكل سمكة مسطحة. الشست، 7.6 × 11.7 سم متحف مقاطعة لوس أنجلوس للفنون
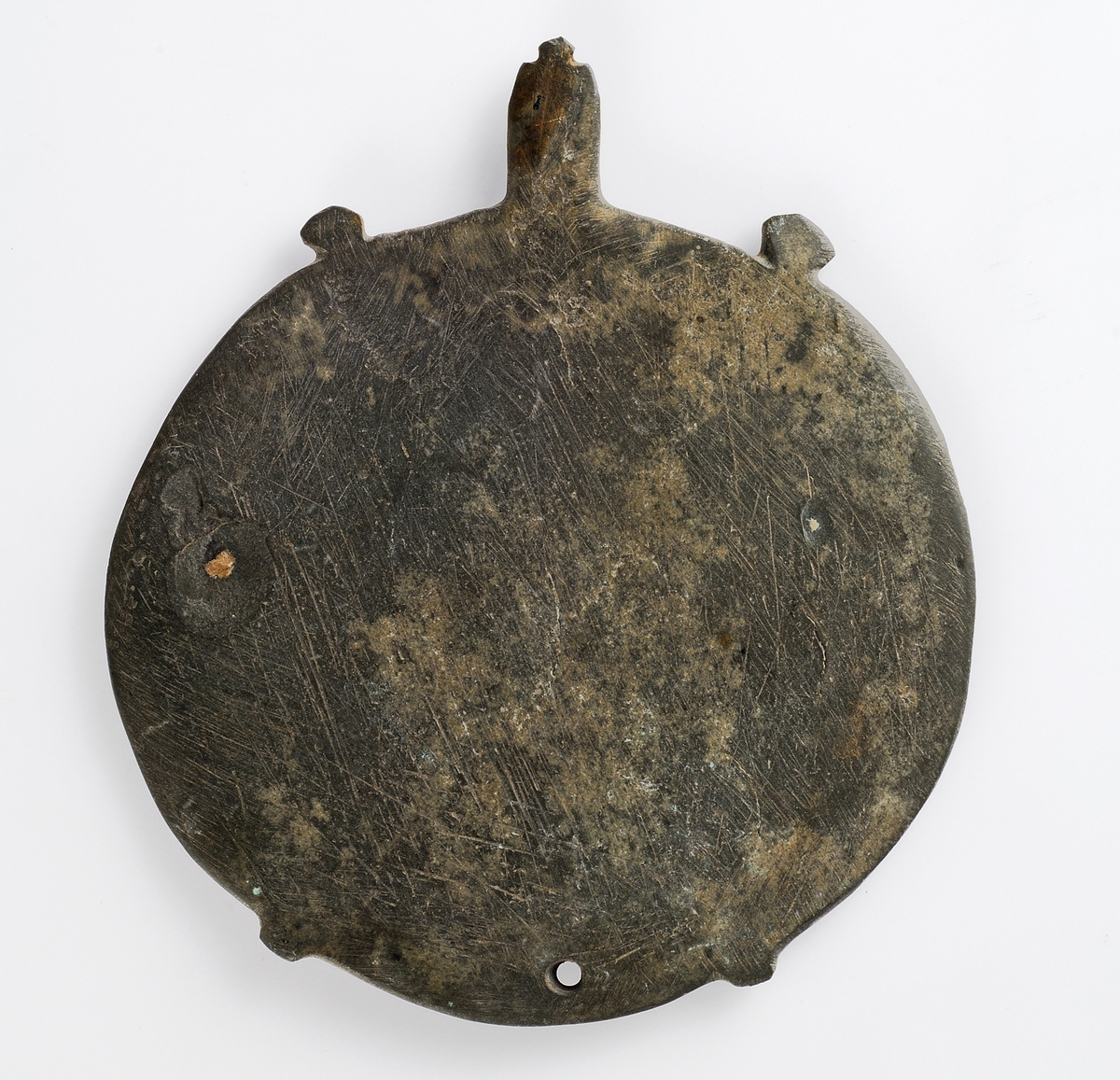
لوحة مكياج على شكل سلحفاة نيلية، آثار تآكل. نقادة الثانية والثالثة. الشيست قطر 8 سم. متحف الفنون الجميلة في ليون
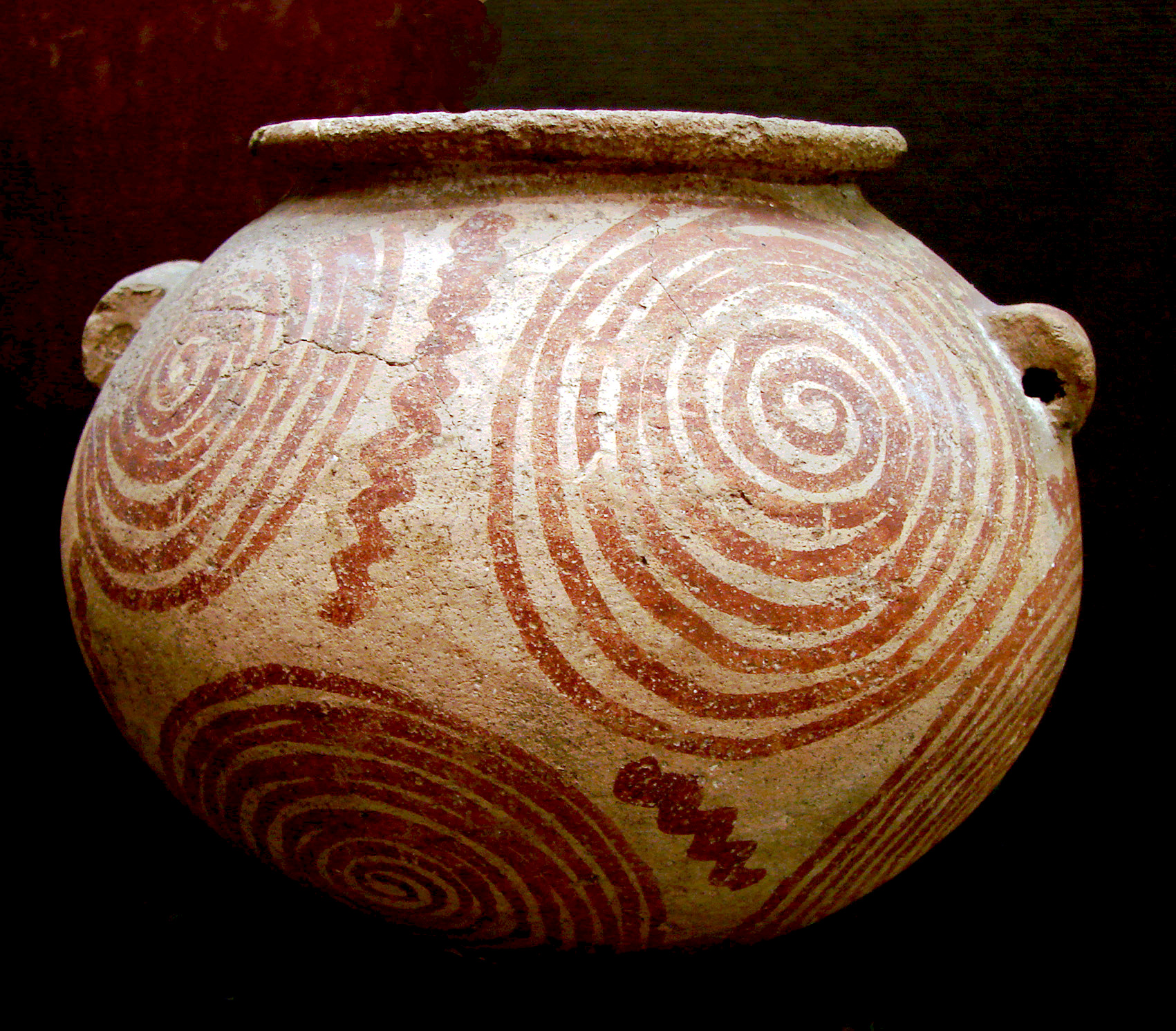
إناء لولبي. متحف لاون للفنون والآثار
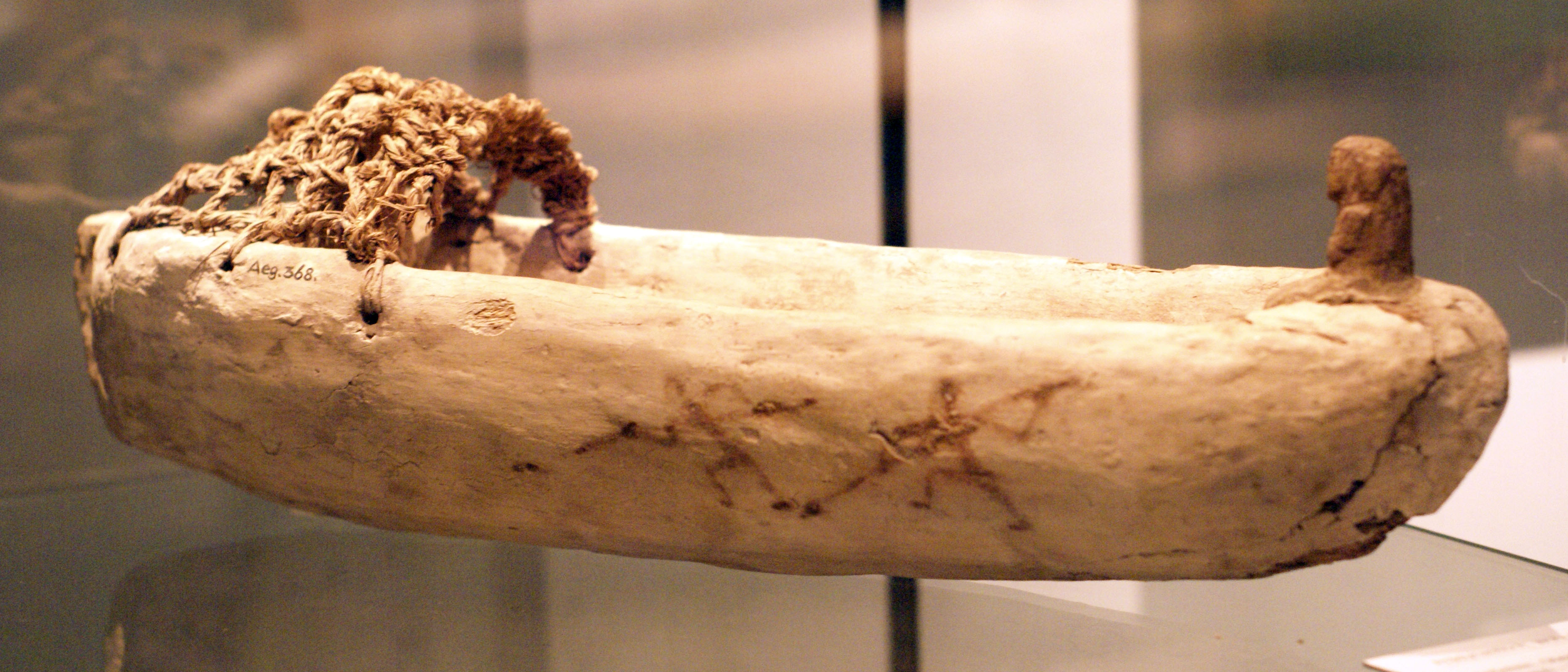
قارب مع رجلين على اللوح الخشبي.
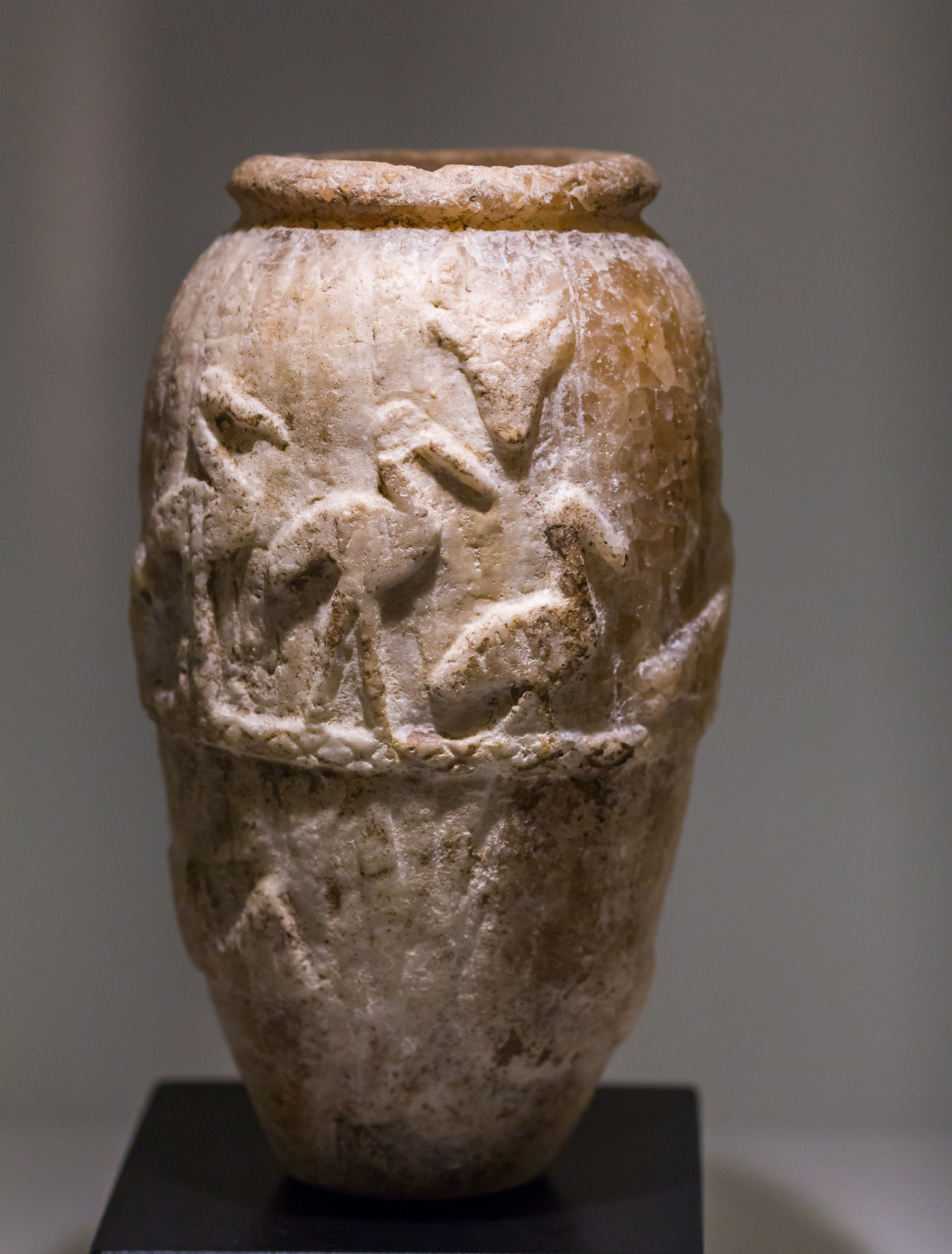
إناء مع أبو منجل. حجر الكلس. المجموعة الوطنية للفن المصري

## نقادة الثالثة

### تاريخ
تشهد ثقافة نقادة الثالثة (3300-3150)، أو الأسرة البدائية، توحيد السمات الثقافية في وادي النيل والدلتا. حقائق القوة، المشتقة من الأشياء التي كانت تعمل سابقًا، تُستخدم الآن فقط لدعم الديكور التاريخي المتعلق بالسلطة: مجاديف الماكياج، والنوادي، والأمشاط، ومقابض السكاكين، والاكتشافات. في مواقع العبادة بدلاً من الجنازات سياق الكلام. هذه الأشياء تحمل مشاهد صيد وحرب، مشاهد مرتبطة بإظهار العنف. غالبًا ما يتم تمثيل الحيوانات البرية، بما في ذلك الحيوانات الأفريقية الكبيرة المهددة بالانقراض في وادي النيل الأوسط. الفيل، ممثل، قد اختفى بالفعل. كما أن الأسد والثور البري والصقر حاضرون أيضًا، وهي تمثل رموزًا للملك. يُشار إلى القسم بشكل متزايد باسم الأسرة 0، حيث كانت هناك بالفعل منظمة حكومية مماثلة لأسرة مصر في هذا الوقت، لكن علم المصريات الذي يحترم التقاليد يبدأ تاريخ الدولة المصرية مع عصر الأسرة الأولى. نقادة الثالثة تغطي كامل مصر ويظهر روح الابتكار في العديد من عناصره:
- أول ذكريات مكتوبة
- الروايات التصويرية الأولى على اللوحات
- أول استخدام منتظم لـ سيرخ
- أول مقابر ملكية معروفة
- أولى اثار الري

لذلك من الواضح أن السلطة في أبيدوس تأخذ طابع الملكية. ثم امتد هذا النموذج إلى إمارات مصر السفلى.
أراد مانفريد بيتاك أن يرى دورًا محفزًا للمؤسسة الملكية في التحضر في مصر، من إحدى هذه اللوحات التاريخية («لوحة المدن» أو «الجزية الليبية»)، وهي وجوه تظهر صورًا للجدران المحصنة، عرض خطة، يعلوها القوى الملكية (الصقر، الأسد، العقرب) ممسكة بالمجرفة. فعل التأسيس حسب بيتك أم تدمير المدن؟ هذا التفسير الأخير يحتفظ بحجج قوية. إنه ظهور قوة ملكية قوية لا تتردد في اللجوء إلى العنف لإخضاع المدن وجعلها مرحلات سلطتها التي يتم التأكيد عليها هنا. يمكن مقارنة الشكل الخاص للحاويات المعروضة، المستطيلة بزوايا دائرية، بالآثار الأثرية في هيراكونبوليس وأبيدوس. الإمارات الصغيرة التي يمكن أن تثيرها هذه القلاع تصبح بعد ذلك مقاطعات، لكن سيتم إنشاء مقاطعات أخرى.
تحمل الجرار من هذه الفترة «علامات الحبر»، وهي نظام تعليم مستقل عن أقدم الهيروغليفية.
كانت الكتابة في الواقع مستخدمة قبل التوحيد (حوالي 3150): الاكتشافات في مقبرة أوج بمقبرة أم الجعاب في أبيدوس كشفت عن مادة كتابية غنية تحتوي عليها. الوجود: نظام كتابة معقد على لوحات العاج والعظام والأبنوس في مقبرة النخبة. وتجدر الإشارة إلى أن هذه المادة لا تأتي من نظام عد القطيع كما هو الحال في بلاد ما بين النهرين، أو من الممارسات الإلهية كما هو الحال في الصين، أو من نظام التقويم كما هو الحال في أمريكا الوسطى. يتكون هذا النظام الرسومي بالفعل من علامات تصويرية وصوتية (لا تظهر المصنفات أو الحتمية إلا بعد مرور 150 عامًا)، كما ستكون الكتابة الهيروغليفية المصرية حتى العصر الروماني. تظهر الكتابة الهيروغليفية أيضًا في عهد إري حور، من الأسرة 0، في أبيدوس.
في نهاية نقادة الثالثة، يتغير هيكل المخطط الزخرفي على المجاذيف وكتل الأسلحة، من بين أشياء أخرى. يتم تنظيم المشاهد في سجلات متراكبة. لذلك تظهر الرموز الهيروغليفية الأولى هناك. تتطور الموضوعات مع التأكيد على تفوق زعيم يجسد المجموعة بأكملها، والتي يمكن التعبير عن قوتها وقوتها من خلال صورة الأسد أو الثور، شخصياته المميزة. يتغلغل العنف في الأيقونات التي تطور أيديولوجية القوة القسرية. ثم تتيح نقوش اللوحات والأشياء النذرية فهم جزء من العملية التاريخية لتشكيل الأيديولوجية التأسيسية الملكية للدولة والتوحيد السياسي للوادي والدلتا.
تقدم النقوش البارزة للمنصات النقالة وصنع الأسلحة من هذه الفترة تراكيب في سجلات متراكبة عبرتها شخصيات الملوك، مما يعبر عن وضعهم الاستثنائي. يتجلى توزيع الكل هذا الانتظام المصري تمامًا، الذي يتميز بتكرار الأشكال المتشابهة، كما في لوحة نارمر، الأجساد المقطوعة، مرتبة بشكل عمودي، ومقيدة، والرأس بين القدمين، مع اختلافات طفيفة. القدمين.
حوالي 3000، في نهاية ثقافة نقادة الثالث، «لوحة نارمر» هذه، المكتشفة في هيراكونبوليس، تشهد لأول مرة على الوحدة بين مصر العليا ومصر السفلى، وذلك في أقصى درجات العنف. وبالتالي فإن هذا السيادة يأتي من نهاية فترة نقادة الثالثة ؛ وهو آخر حكام الأسرة صفر. تمثل الأسرة المصرية الأولى، التي تلت ذلك، بداية ما يقرب من ثلاثة آلاف عام من المؤسسة المصرية القديمة.

### الانتشار
تعود الكائنات النموذجية لـ نقادة الثالثة إلى حوالي 3200، انتشروا في جميع أنحاء مصر. تشير الاكتشافات إلى هجرة من مصر العليا إلى مصر السفلى. وقد ساعدت طرق بناء المجاري والجسور المطبقة بالفعل في الجنوب على جعل الأراضي الرطبة الشمالية صالحة للسكن. لا توجد آثار للحرب، لذا يمكن تصور الانتشار الشمالي للأشياء الجنوبية على أنه عملية سلمية.
الموقع الدقيق لما لا يقل عن 250 مستوطنة في شبه جزيرة سيناء معروف حاليًا، على الرغم من أن الغالبية العظمى منها كانت مجرد أماكن إقامة مؤقتة أو راحة على جانب الطريق. تنتمي هذه المواقع إلى المرحلة الأولى / ب من العصر البرونزي الفلسطيني المبكر وتحتوي على سلع مصرية بشكل حصري تقريبًا. بناءً على ذلك، يتزامن الأول / بالفلسطيني مع فترتي نقادة الثانية المصرية نقادة الثالثة.

### تجارة
تعتبر تجارة المقايضة في ذلك العصر نشطة، وتشمل وادي النيل بأكمله، وتمتد إلى الشمال وراء بلاد ما بين النهرين، وإلى الجنوب توجد أيضًا في أعماق النوبة. يمكن أيضًا تفسير انتشار ثقافة مصر العليا جزئيًا من خلال المستوطنين الذين اتبعوا التجار، الذين أقاموا مستوطناتهم على طول نهر النيل. كما أن الصحراء الواقعة شرق النيل أكثر ثراءً بالمواد الخام من مصر السفلى، لذلك كان للجنوبيين ميزة اقتصادية. تشير أشياء من ثقافة المعادي في مصر السفلى قبل نقادة الثالثة إلى وجود تجارة محلية في الجزء الشمالي من الدلتا، لكن كل آثار هذا تختفي في نقادة الثالثة وتولى بضائع نقادة دورها.

### مجتمع
كان مجتمع نقادة الثالثة بالفعل مجتمعًا طبقيًا متمايزًا من جميع النواحي. تقع أهم المدن في موقع «محظوظ»، مثل نخن ونوبيت، اللتان تقابلان طرق التجارة المهمة في الصحراء الشرقية. كل من نخن (وشقيقته مدينة نخب) ونوبيت متهمان بتهمة. أصبحت الصحراء الشرقية أهم مصدر للمواد الخام وأقصر طريق للقوافل التجارية إلى البحر الأحمر.
نما عدد السكان، مع اندماج أهم ثلاث مستوطنات في مصر العليا ببطء في دولة واحدة. أثار الانفجار الديموغرافي موجات استيطانية في الشمال، حيث تشكلت مستوطنات جديدة على التوالي. يمكن اعتبار هذا أيضًا نوعًا من ما قبل الاستعمار، حيث كان المستوطنون الجنوبيون أقل معارضة للتوسع الجنوبي اللاحق من قرى مصر السفلى المعزولة.

### دفن
أهم مقبرة في تلك الفترة هي مقبرة أبيدوس، المعروفة الآن باسم أم الجعاب. هنا، خلال نقادة الثانية، كانت هناك مقبرة عامة كبيرة، وفي نهاية العصر تم بناء قبر يسمى Uj هنا، تم تسمية مالكه باسم الملك العقرب بسبب العديد من صور العقرب (على الرغم من أنه يشار إليها في كثير من الأحيان مثل Uj بعد نطق اللغة الإنجليزية لـ Uj). في المنطقة المجاورة مباشرة للمقبرة التي تحمل علامة U-j، تم دفن العديد من الملوك الذين تم إثبات حكمهم بالفعل. وتبعهم ملوك الأسرة الأولى، وتظهر قبورهم تطورًا متواصلاً. مقبرة ناجادا فقيرة تماما. تم أيضًا التخلي عن مقبرة نخن إلى حد كبير، ولكن على بعد كيلومترين ونصف من نخن، تم حفر مقابر كبيرة تابعة لنقادة الثالثة. وهي أصغر حجمًا بكثير من مقابر مقبرة أبيدوس، ولكنها أكبر من مقابرها. وبالتالي قد تكون قبور نخبة الزعيم المحلي.
يُظهر موقع المقابر الملكية البدائية، وهي المنطقة المنفصلة عن بقية منطقة المقابر، بشكل جيد خصائص مقابر نقادة الثالثة، والتمايز وفقًا للوضع الاجتماعي والممتلكات. لا توجد دلائل على ذلك في مقابر مصر السفلى من نفس العصر. تظهر رموز الحالة الحقيقية في مرفقات القبر.

### العلاقات السياسية
حوالي 3200، تم استبدال جميع ثقافات مصر السفلى المحلية بنقادة الثالثة. في نهاية العصر، بين سلالتي نقادة الثالثة والأولى، قد يكون الاختفاء الدوري وإعادة التوطين اللاحقة لمستوطنات شمال مصر نتيجة القتال الذي صاحب التوحيد. يمتلك حكام الأسرة 0 أيضًا زخارف معروفة من العديد من النوبيين، لذلك من الممكن تصور أنهم من أصل نوبي أو نوبة محتلة.
تم العثور على رسومات على الجدران في محاجر وادي الحمامة، في الصحراء شرق طيبة، ورسومات الجدران الصخرية للشيخ سليمان جبل قد استولت بالفعل على معارك مملكة مصر العليا المبكرة. مع هذا، تم إسقاط النقوش النوبية والفلسطينية لجيري. كانت الدولة بالفعل قوية عسكريًا في ذلك الوقت، وتسعى إلى ترسيخ نفوذها في كل محيط ممكن.

### معرض نقادة الثالثة

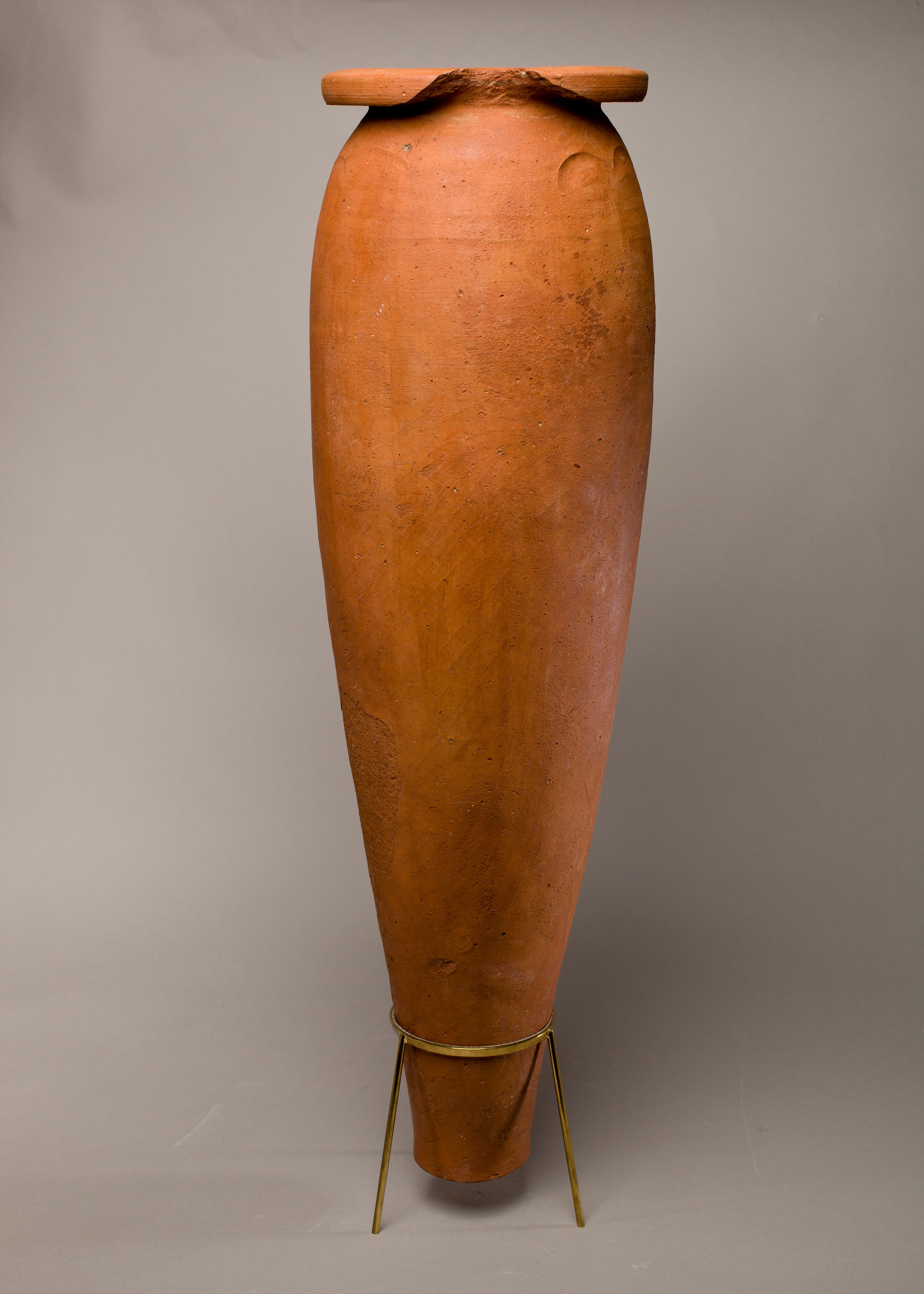
جرة النبيذ.
- ملف:68.5 سم.
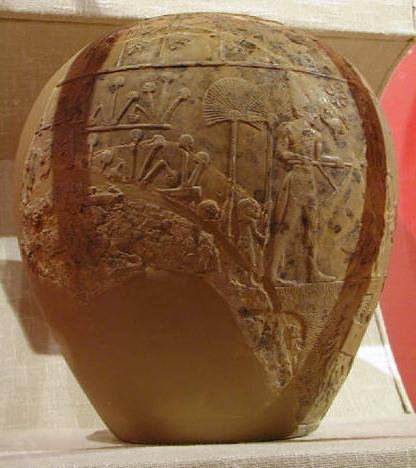
صولجان الملك العقرب الحجر الجيري، ارتفاع 25 سم. متحف أشموليان
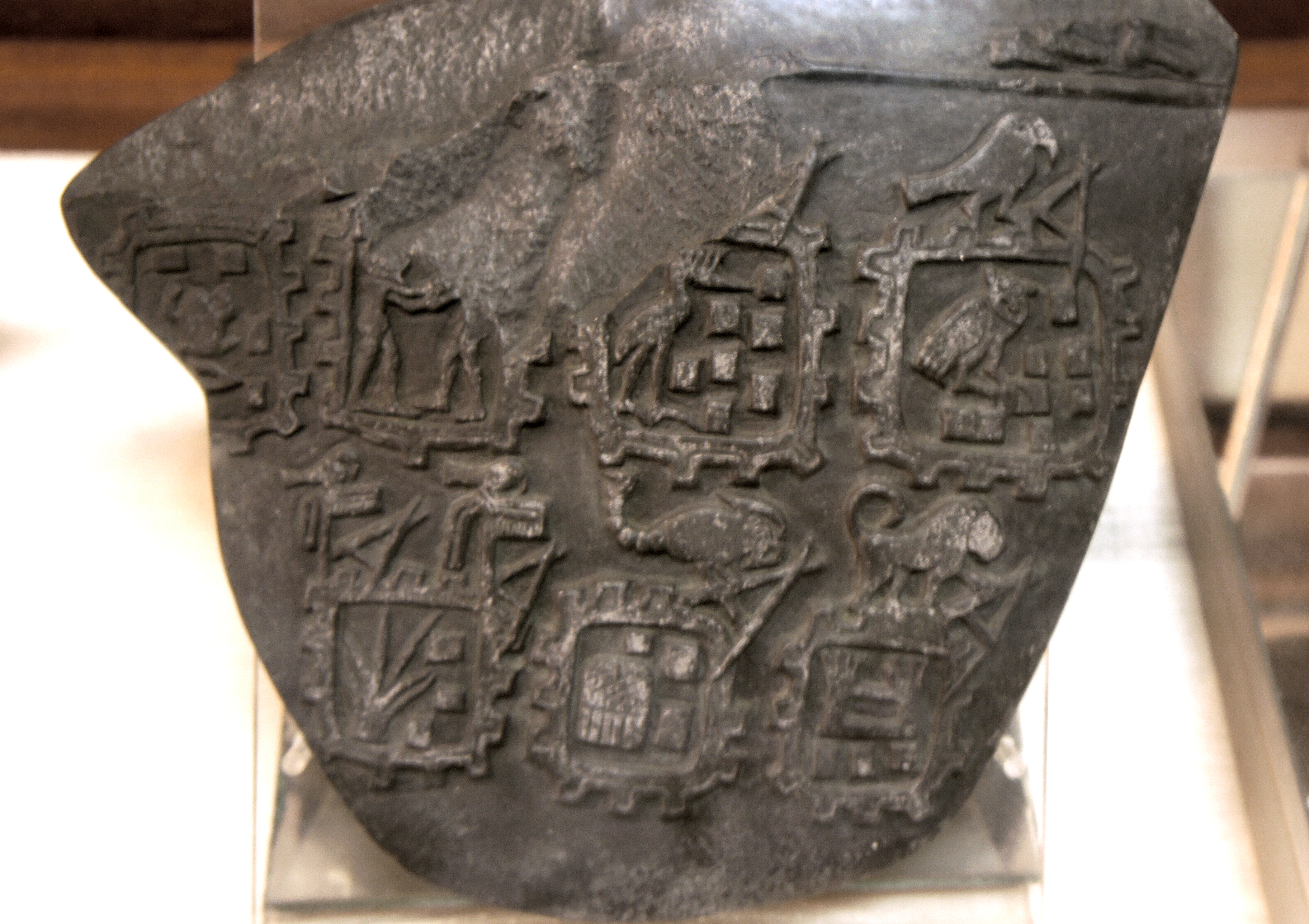
"لوحة المدن" أو "الجزية الليبية": المدن".[12] المتحف المصري
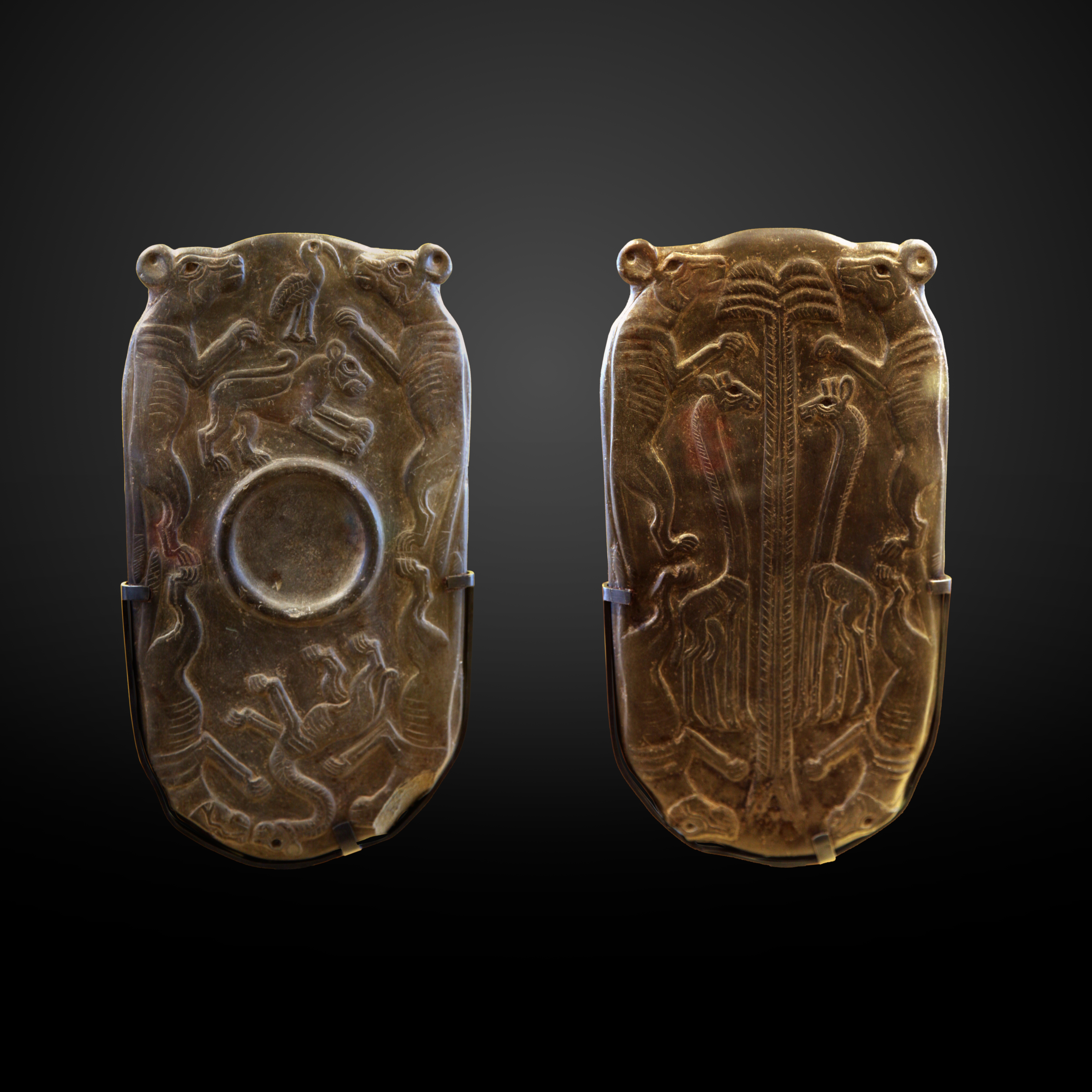
لوحة[13] مع رباعي الأرجل جرواق. قطر تقريبا 8 سم. ارتفاع 32 سم. متحف اللوفر
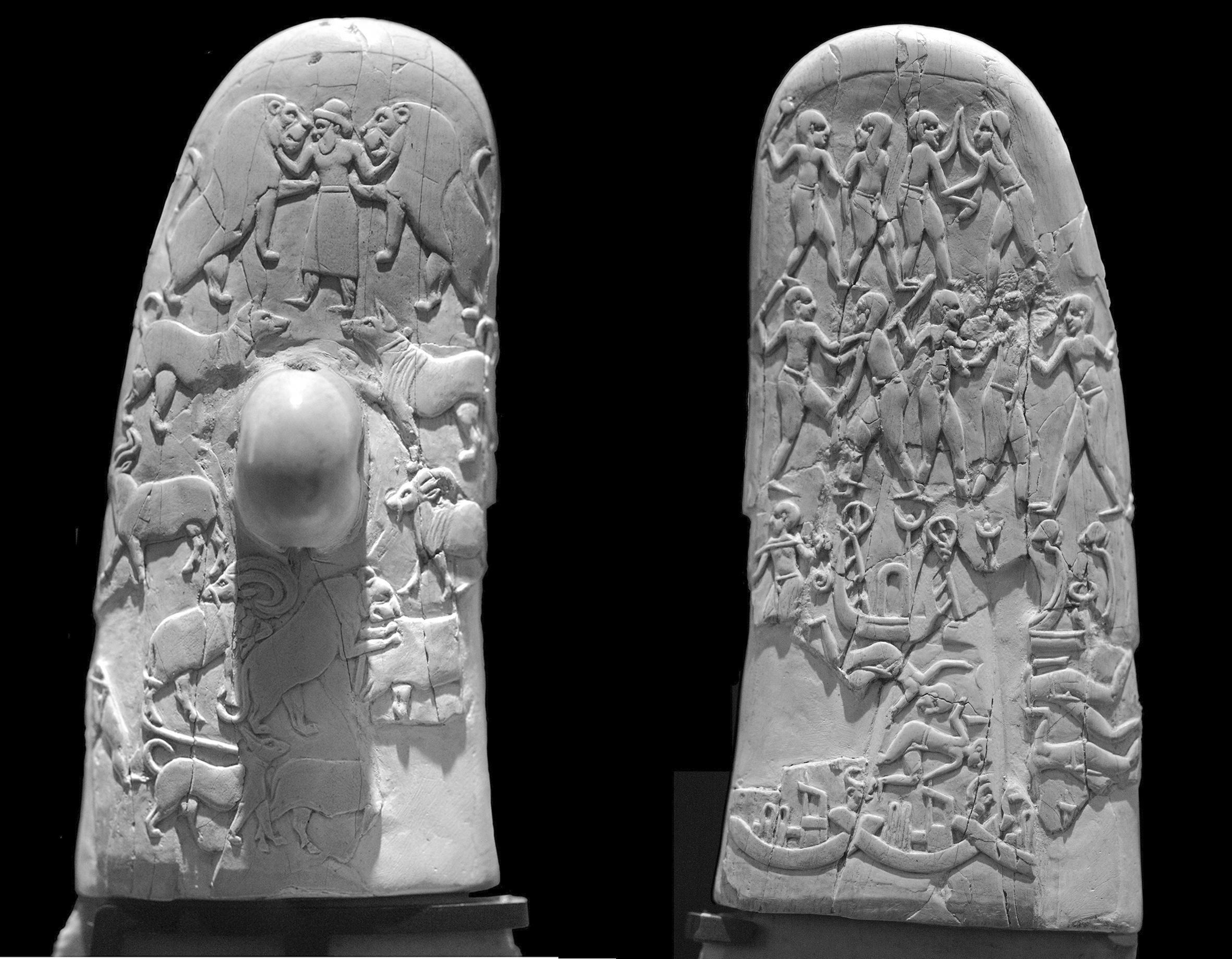
مقبضسكين جبل العركى. عاج. جانبين. أبيدوس ، 3300-3200. متحف اللوفر
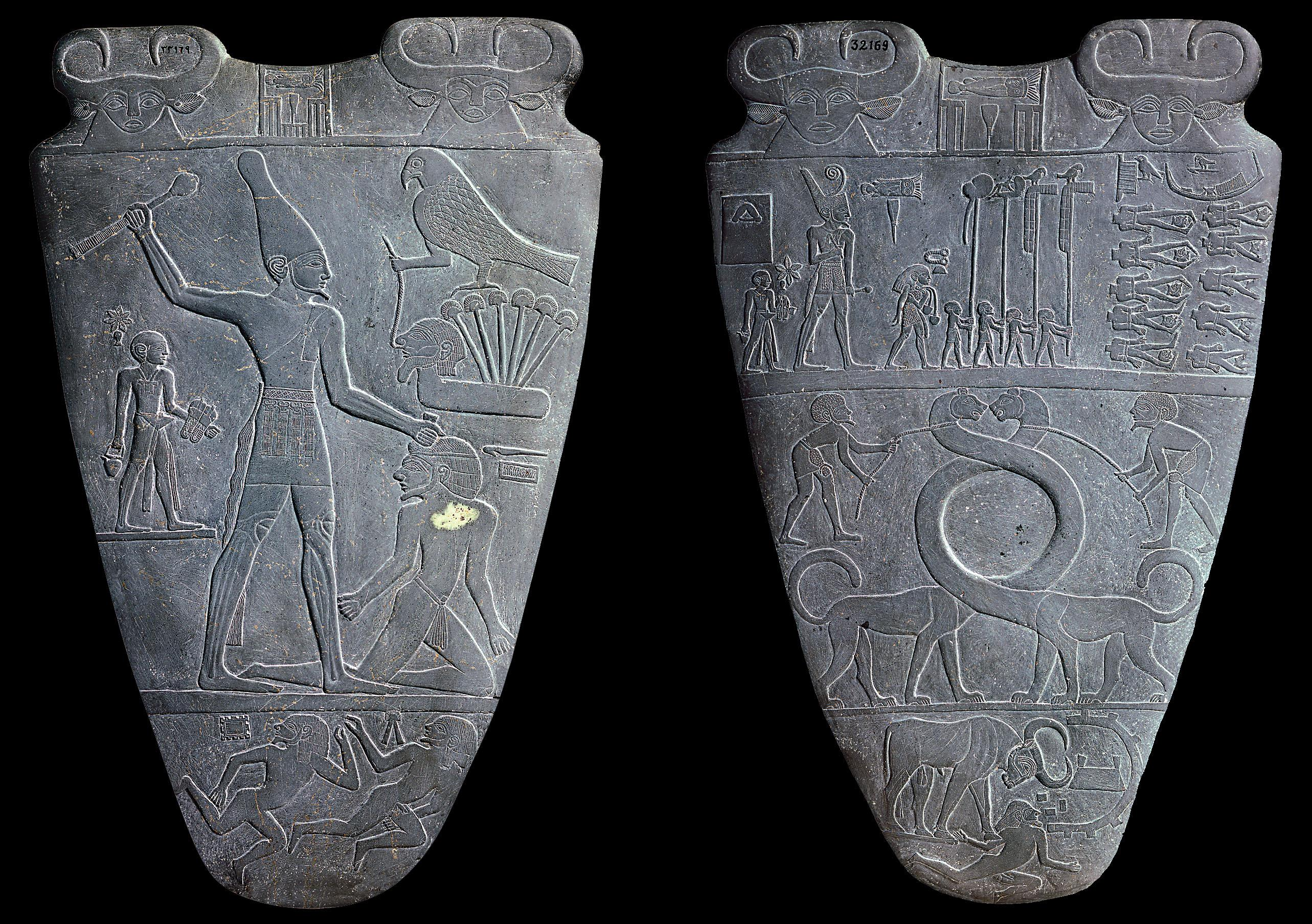
لوحة نارمر، v. 3000. جرواق، ارتفاع 64 سم. المتحف المصري

## الآثار والحفريات
كان المصريون ما قبل الأسرات في فترة نقادة الأولى يتاجرون مع النوبة في الجنوب وواحات الصحراء الغربية إلى الغرب وثقافات شرق البحر الأبيض المتوسط في الشرق. كما استوردوا حجر السج من إثيوبيا لتشكيل الشفرات وأشياء أخرى من الرقائق. تم التعرف على عينات الفحم التي تم العثور عليها في مقابر نخن، والتي تعود إلى فترات نقادة الأولى والثانية، على أنها أرز من لبنان.
وجد التحليل القحفي لأحفوريات نقادة ما قبل الأسرات أنها كانت مرتبطة ارتباطًا وثيقًا بالسكان الناطقين باللغة الأفروآسيوية الأخرى التي تقطن القرن الأفريقي والمغرب العربي، وكذلك بالعصر البرونزي والنوبيين في العصور الوسطى وعينات من أريحا القديمة. كانت الهياكل العظمية في نقادة أيضًا قريبة شكليًا من السلاسل العظمية الحديثة من أوروبا وشبه القارة الهندية. ومع ذلك، فإن أحافير نقادة وهذه الهياكل العظمية القديمة والحديثة كانت مختلفة ظاهريًا عن الحفريات التي تنتمي إلى مجموعات حديثة تتحدث النيجر والكونغو تسكن إفريقيا الاستوائية، وكذلك من الهياكل العظمية الميزوليتية المستخرجة في وادي حلفا في وادي النيل.